# Liste des églises de la Meuse
La liste des églises de la Meuse vise à situer les églises du département français de la Meuse. Il est fait état des diverses protections dont elles peuvent bénéficier, et notamment les inscriptions et classements au titre des monuments historiques.
En ce qui concerne le culte catholique, toutes les églises sont situées dans le diocèse de Verdun.

## Statistiques

### Nombres
Le département de la Meuse comprend 499 communes au 1er janvier 2021.
Depuis 2022, le diocèse de Verdun compte 20 paroisses.

## Classement
Le classement ci-après se fait par commune selon l'ordre alphabétique.
Il est fait état des diverses protections dont elles peuvent bénéficier, et notamment les inscriptions et classements au titre des monuments historiques.

## Liste

### Église catholique
| Église                                                                             | Commune                      | Adresse | Coordonnées                      | Notice         | Protection                                             | Date        | Illustration                                                                       |
| ---------------------------------------------------------------------------------- | ---------------------------- | ------- | -------------------------------- | -------------- | ------------------------------------------------------ | ----------- | ---------------------------------------------------------------------------------- |
| Église Saint-Martin d'Abainville                                                   | Abainville                   |         | 48° 31′ 51″ nord, 5° 29′ 39″ est | « IA00035873 » |                                                        |             | Image manquante Téléverser                                                         |
| Église Saint-Agnant d'Aincreville                                                  | Aincreville                  |         | 49° 22′ 04″ nord, 5° 07′ 16″ est |                |                                                        |             | Église Saint-Agnant d'Aincreville                                                  |
| Église Saint-Martin d'Amanty                                                       | Amanty                       |         | 48° 31′ 06″ nord, 5° 36′ 42″ est | « IA00035894 » |                                                        |             | Image manquante Téléverser                                                         |
| Église Saint-Martin d'Ambly-sur-Meuse                                              | Ambly-sur-Meuse              |         | 49° 01′ 10″ nord, 5° 26′ 28″ est | « IA55000187 » |                                                        |             | Église Saint-Martin d'Ambly-sur-Meuse                                              |
| Église Saint-Martin d'Amel-sur-l'Étang                                             | Amel-sur-l'Étang             |         | 49° 16′ 02″ nord, 5° 38′ 53″ est |                |                                                        |             | Église Saint-Martin d'Amel-sur-l'Étang                                             |
| Église de la Décollation-de-Saint-Jean-Baptiste d'Ancemont                         | Ancemont                     |         | 49° 04′ 14″ nord, 5° 24′ 26″ est |                |                                                        |             | Église de la Décollation-de-Saint-Jean-Baptiste d'Ancemont                         |
| Église Saint-Martin d'Ancerville                                                   | Ancerville                   |         | 48° 38′ 06″ nord, 5° 01′ 15″ est | « PA00106457 » | Classé MH                                              | 1990        | Église Saint-Martin d'Ancerville                                                   |
| Église Notre-Dame-de-l'Assomption d'Andernay                                       | Andernay                     |         | 48° 47′ 29″ nord, 4° 57′ 14″ est | « PA00132643 » | Inscrit MH                                             | 1994        | Église Notre-Dame-de-l'Assomption d'Andernay                                       |
| Église de la Nativité-de-la-Bienheureuse-Vierge d'Apremont-la-Forêt                | Apremont-la-Forêt            |         | 48° 51′ 17″ nord, 5° 38′ 21″ est |                |                                                        |             | Église de la Nativité-de-la-Bienheureuse-Vierge d'Apremont-la-Forêt                |
| Église Saint-Agnan de Saint-Agnant-sous-les-Côtes                                  | Apremont-la-Forêt            |         | 48° 50′ 33″ nord, 5° 37′ 20″ est |                |                                                        |             | Église Saint-Agnan de Saint-Agnant-sous-les-Côtes                                  |
| Église Saint-Gérard de Marbotte                                                    | Apremont-la-Forêt            |         | 48° 50′ 05″ nord, 5° 35′ 03″ est |                |                                                        |             | Église Saint-Gérard de Marbotte                                                    |
| Église Saint-Nicolas de Liouville                                                  | Apremont-la-Forêt            |         | 48° 49′ 36″ nord, 5° 37′ 40″ est |                |                                                        |             | Image manquante Téléverser                                                         |
| Église Saint-Maurice d'Arrancy-sur-Crusne                                          | Arrancy-sur-Crusnes          |         | 49° 24′ 47″ nord, 5° 39′ 24″ est | « PA00132646 » | Inscrit MH                                             | 1994        | Église Saint-Maurice d'Arrancy-sur-Crusne                                          |
| Église Saint-Martin d'Aubréville                                                   | Aubréville                   |         | 49° 08′ 38″ nord, 5° 05′ 03″ est |                |                                                        |             | Église Saint-Martin d'Aubréville                                                   |
| Église Saint-Martin d'Aulnois-en-Perthois                                          | Aulnois-en-Perthois          |         | 48° 38′ 08″ nord, 5° 07′ 51″ est |                |                                                        |             | Église Saint-Martin d'Aulnois-en-Perthois                                          |
| Église Saint-Avit d'Autrécourt-sur-Aire                                            | Autrécourt-sur-Aire          |         | 49° 02′ 05″ nord, 5° 08′ 19″ est |                |                                                        |             | Image manquante Téléverser                                                         |
| Église Saint-Lambert d'Autréville-Saint-Lambert                                    | Autréville-Saint-Lambert     |         | 49° 33′ 43″ nord, 5° 07′ 40″ est |                |                                                        |             | Image manquante Téléverser                                                         |
| Église de l'Exaltation-de-la-Sainte-Croix d'Avillers-Sainte-Croix                  | Avillers-Sainte-Croix        |         | 49° 01′ 55″ nord, 5° 42′ 00″ est | « IA00036426 » |                                                        |             | Église de l'Exaltation-de-la-Sainte-Croix d'Avillers-Sainte-Croix                  |
| Basilique Notre-Dame d'Avioth                                                      | Avioth                       |         | 49° 34′ 01″ nord, 5° 23′ 29″ est | « PA00106460 » | Classé MH                                              | 1840        | Basilique Notre-Dame d'Avioth                                                      |
| Église Saint-Blaise d'Avocourt                                                     | Avocourt                     |         | 49° 12′ 29″ nord, 5° 08′ 31″ est |                |                                                        |             | Église Saint-Blaise d'Avocourt                                                     |
| Église Saint-André d'Azannes                                                       | Azannes-et-Soumazannes       |         | 49° 17′ 28″ nord, 5° 28′ 02″ est | « IA00049020 » |                                                        |             | Église Saint-André d'Azannes                                                       |
| Église Saint-Martin de Badonvilliers                                               | Badonvilliers-Gérauvilliers  |         | 48° 33′ 01″ nord, 5° 35′ 07″ est | « IA00035917 » |                                                        |             | Image manquante Téléverser                                                         |
| Église Saint-Martin de Gérauvillers                                                | Badonvilliers-Gérauvilliers  |         | 48° 32′ 50″ nord, 5° 33′ 34″ est | « IA00036056 » |                                                        |             | Église Saint-Martin de Gérauvillers                                                |
| Église Saint-Nicolas de Bannoncourt                                                | Bannoncourt                  |         | 48° 57′ 30″ nord, 5° 30′ 01″ est |                |                                                        |             | Église Saint-Nicolas de Bannoncourt                                                |
| Église Saint-Rémy de Bantheville                                                   | Bantheville                  |         | 49° 21′ 16″ nord, 5° 05′ 23″ est |                |                                                        |             | Église Saint-Rémy de Bantheville                                                   |
| Église Notre-Dame de Bar-le-Duc                                                    | Bar-le-Duc                   |         | 48° 46′ 35″ nord, 5° 09′ 44″ est | « PA00106464 » | Classé MH                                              | 1981        | Église Notre-Dame de Bar-le-Duc                                                    |
| Église Saint-Antoine de Bar-le-Duc                                                 | Bar-le-Duc                   |         | 48° 46′ 23″ nord, 5° 09′ 34″ est | « PA00106465 » | Classé MH                                              | 1989        | Église Saint-Antoine de Bar-le-Duc                                                 |
| Église Saint-Étienne de Bar-le-Duc                                                 | Bar-le-Duc                   |         | 48° 46′ 06″ nord, 5° 09′ 34″ est | « PA00106466 » | Classé MH                                              | 1889        | Église Saint-Étienne de Bar-le-Duc                                                 |
| Église Saint-Jean de Bar-le-Duc                                                    | Bar-le-Duc                   |         | 48° 46′ 11″ nord, 5° 10′ 00″ est |                |                                                        |             | Église Saint-Jean de Bar-le-Duc                                                    |
| Église collégiale Saint-Maxe de Bar-le-Duc                                         | Bar-le-Duc                   |         | à géolocaliser                   |                |                                                        |             | Image manquante Téléverser                                                         |
| Église Saint-Charles de Bar-le-Duc                                                 | Bar-le-Duc                   |         | 48° 46′ 24″ nord, 5° 10′ 39″ est |                |                                                        |             | Église Saint-Charles de Bar-le-Duc                                                 |
| Église Saint-Laurent de Baudignécourt                                              | Baudignécourt                |         | 48° 34′ 05″ nord, 5° 27′ 46″ est | « IA00035934 » |                                                        |             | Image manquante Téléverser                                                         |
| Église Sainte-Marguerite de Baudonvilliers                                         | Baudonvilliers               |         | 48° 41′ 14″ nord, 5° 01′ 02″ est |                |                                                        |             | Église Sainte-Marguerite de Baudonvilliers                                         |
| Église Saint-Didier de Baudrémont                                                  | Baudrémont                   |         | 48° 50′ 23″ nord, 5° 23′ 15″ est |                |                                                        |             | Église Saint-Didier de Baudrémont                                                  |
| Église Saint-Quentin de Baulny                                                     | Baulny                       |         | 49° 15′ 43″ nord, 5° 00′ 47″ est |                |                                                        |             | Église Saint-Quentin de Baulny                                                     |
| Église Saint-Martin de Bazeilles-sur-Othain                                        | Bazeilles-sur-Othain         |         | 49° 29′ 50″ nord, 5° 25′ 46″ est | « IA00065356 » |                                                        |             | Église Saint-Martin de Bazeilles-sur-Othain                                        |
| Église Saint-Pierre-ès-Liens de Bazincourt-sur-Saulx                               | Bazincourt-sur-Saulx         |         | 48° 40′ 32″ nord, 5° 08′ 23″ est | « PA00106494 » | Inscrit MH                                             | 1968        | Église Saint-Pierre-ès-Liens de Bazincourt-sur-Saulx                               |
| Église Saint-Blaise de Baâlon                                                      | Baâlon                       |         | 49° 29′ 21″ nord, 5° 14′ 26″ est |                |                                                        |             | Église Saint-Blaise de Baâlon                                                      |
| Église Saint-André de Beauclair                                                    | Beauclair                    |         | 49° 27′ 32″ nord, 5° 06′ 54″ est |                |                                                        |             | Image manquante Téléverser                                                         |
| Église Sainte-Catherine de Beaufort-en-Argonne                                     | Beaufort-en-Argonne          |         | 49° 28′ 21″ nord, 5° 06′ 44″ est |                |                                                        |             | Image manquante Téléverser                                                         |
| Église Saint-Rouin de Beaulieu-en-Argonne                                          | Beaulieu-en-Argonne          |         | 49° 01′ 57″ nord, 5° 04′ 08″ est |                |                                                        |             | Église Saint-Rouin de Beaulieu-en-Argonne                                          |
| Église Saint-Maurice de Beaumont-en-Verdunois                                      | Beaumont-en-Verdunois        |         | à géolocaliser                   | « IA00035849 » |                                                        |             | Image manquante Téléverser                                                         |
| Église de l'Assomption-de-la-Vierge de Beauzée-sur-Aire                            | Beausite                     |         | 48° 58′ 10″ nord, 5° 11′ 34″ est | « PA00106497 » | Classé MH                                              | 1915        | Église de l'Assomption-de-la-Vierge de Beauzée-sur-Aire                            |
| Église Saint-Étienne de Seraucourt                                                 | Beausite                     |         | 48° 57′ 47″ nord, 5° 14′ 20″ est |                |                                                        |             | Image manquante Téléverser                                                         |
| Église Saint-Pierre-et-Saint-Paul de Deuxnouds-devant-Beauzée                      | Beausite                     |         | 48° 58′ 34″ nord, 5° 13′ 28″ est |                |                                                        |             | Image manquante Téléverser                                                         |
| Église Saint-Martin de Behonne                                                     | Behonne                      |         | 48° 47′ 35″ nord, 5° 11′ 00″ est |                |                                                        |             | Église Saint-Martin de Behonne                                                     |
| Église Saint-Paul de Belleray                                                      | Belleray                     |         | 49° 07′ 55″ nord, 5° 24′ 00″ est | « IA55000371 » |                                                        |             | Église Saint-Paul de Belleray                                                      |
| Église Saint-Sébastien de Belleville-sur-Meuse                                     | Belleville-sur-Meuse         |         | 49° 10′ 52″ nord, 5° 23′ 40″ est | « IA00036749 » |                                                        |             | Église Saint-Sébastien de Belleville-sur-Meuse                                     |
| Église de la Nativité-de-la-Vierge de Belrain                                      | Belrain                      |         | 48° 51′ 49″ nord, 5° 18′ 26″ est |                |                                                        |             | Église de la Nativité-de-la-Vierge de Belrain                                      |
| Église Saint-Martin de Belrupt-en-Verdunois                                        | Belrupt-en-Verdunois         |         | 49° 08′ 29″ nord, 5° 26′ 34″ est | « IA55000191 » |                                                        |             | Église Saint-Martin de Belrupt-en-Verdunois                                        |
| Église Saint-Martin de Beney-en-Woëvre                                             | Beney-en-Woëvre              |         | 48° 57′ 42″ nord, 5° 49′ 41″ est |                |                                                        |             | Église Saint-Martin de Beney-en-Woëvre                                             |
| Église Saint-Martin de Beurey-sur-Saulx                                            | Beurey-sur-Saulx             |         | 48° 45′ 25″ nord, 5° 01′ 32″ est | « PA55000040 » | Inscrit MH                                             | 2010        | Église Saint-Martin de Beurey-sur-Saulx                                            |
| Église Saint-Gilles de Bezonvaux                                                   | Bezonvaux                    |         | à géolocaliser                   |                |                                                        |             | Image manquante Téléverser                                                         |
| Église Saint-Pierre-et-Saint-Paul de Biencourt-sur-Orge                            | Biencourt-sur-Orge           |         | 48° 33′ 46″ nord, 5° 20′ 49″ est |                |                                                        |             | Église Saint-Pierre-et-Saint-Paul de Biencourt-sur-Orge                            |
| Église Saint-Loup de Billy-sous-Mangiennes                                         | Billy-sous-Mangiennes        |         | 49° 19′ 55″ nord, 5° 34′ 24″ est | « PA00106499 » | Inscrit MH                                             | 1989        | Église Saint-Loup de Billy-sous-Mangiennes                                         |
| Église Saint-Privat de Bislée                                                      | Bislée                       |         | 48° 52′ 09″ nord, 5° 29′ 42″ est |                |                                                        |             | Église Saint-Privat de Bislée                                                      |
| Église Saint-Martin de Boinville-en-Woëvre                                         | Boinville-en-Woëvre          |         | 49° 11′ 06″ nord, 5° 40′ 22″ est | « IA00036857 » |                                                        |             | Église Saint-Martin de Boinville-en-Woëvre                                         |
| Église de l'Invention-de-Saint-Étienne de Boncourt-sur-Meuse                       | Boncourt-sur-Meuse           |         | 48° 48′ 08″ nord, 5° 34′ 14″ est |                |                                                        |             | Église de l'Invention-de-Saint-Étienne de Boncourt-sur-Meuse                       |
| Église Saint-Florentin de Bonnet                                                   | Bonnet                       |         | 48° 31′ 20″ nord, 5° 26′ 13″ est | « PA00106500 » | Classé MH                                              | 1909        | Église Saint-Florentin de Bonnet                                                   |
| Église Saint-Brice de Mesnil-sous-les-Côtes                                        | Bonzée                       |         | 49° 05′ 12″ nord, 5° 34′ 47″ est | « IA00036443 » |                                                        |             | Église Saint-Brice de Mesnil-sous-les-Côtes                                        |
| Église Saint-Laurent de Bonzée                                                     | Bonzée                       |         | 49° 05′ 45″ nord, 5° 35′ 39″ est | « IA00036437 » |                                                        |             | Église Saint-Laurent de Bonzée                                                     |
| Église Saint-Martin de Mont-Villers                                                | Bonzée                       |         | 49° 05′ 39″ nord, 5° 34′ 05″ est | « IA00036447 » |                                                        |             | Église Saint-Martin de Mont-Villers                                                |
| Église Saint-Maurice de Bouconville-sur-Madt                                       | Bouconville-sur-Madt         |         | 48° 50′ 36″ nord, 5° 43′ 12″ est | « PA00106501 » | Classé MH                                              | 1921        | Église Saint-Maurice de Bouconville-sur-Madt                                       |
| Église Sainte-Pétronille-et-Sainte-Barbe de Bouligny                               | Bouligny                     |         | 49° 17′ 31″ nord, 5° 44′ 37″ est |                |                                                        |             | Église Sainte-Pétronille-et-Sainte-Barbe de Bouligny                               |
| Église Saint-Remi de Bouquemont                                                    | Bouquemont                   |         | 48° 59′ 24″ nord, 5° 27′ 01″ est |                |                                                        |             | Église Saint-Remi de Bouquemont                                                    |
| Église Saint-Martin de Boureuilles                                                 | Boureuilles                  |         | 49° 11′ 46″ nord, 5° 02′ 34″ est |                |                                                        |             | Église Saint-Martin de Boureuilles                                                 |
| Église de la Nativité de Boviolles                                                 | Boviolles                    |         | 48° 38′ 51″ nord, 5° 24′ 59″ est |                |                                                        |             | Église de la Nativité de Boviolles                                                 |
| Église de la Présentation de Bovée-sur-Barboure                                    | Bovée-sur-Barboure           |         | 48° 38′ 43″ nord, 5° 30′ 40″ est |                |                                                        |             | Image manquante Téléverser                                                         |
| Église Saint-Remi de Brabant-en-Argonne                                            | Brabant-en-Argonne           |         | 49° 07′ 25″ nord, 5° 08′ 16″ est |                |                                                        |             | Église Saint-Remi de Brabant-en-Argonne                                            |
| Église Saint-Maurice de Brabant-le-Roi                                             | Brabant-le-Roi               |         | 48° 50′ 42″ nord, 4° 58′ 56″ est |                |                                                        |             | Église Saint-Maurice de Brabant-le-Roi                                             |
| Église Saint-Julien de Brabant-sur-Meuse                                           | Brabant-sur-Meuse            |         | 49° 16′ 22″ nord, 5° 18′ 42″ est |                |                                                        |             | Image manquante Téléverser                                                         |
| Église Saint-Martin de Brandeville                                                 | Brandeville                  |         | 49° 23′ 29″ nord, 5° 18′ 11″ est | « IA00049089 » |                                                        |             | Église Saint-Martin de Brandeville                                                 |
| Église Saint-Georges de Braquis                                                    | Braquis                      |         | 49° 09′ 18″ nord, 5° 37′ 38″ est | « IA00036861 » |                                                        |             | Église Saint-Georges de Braquis                                                    |
| Église Saint-Maurice de Bras-sur-Meuse                                             | Bras-sur-Meuse               |         | 49° 12′ 41″ nord, 5° 22′ 36″ est | « IA00036773 » |                                                        |             | Église Saint-Maurice de Bras-sur-Meuse                                             |
| Église Saint-Michel de Brauvilliers                                                | Brauvilliers                 |         | 48° 34′ 46″ nord, 5° 09′ 04″ est |                |                                                        |             | Église Saint-Michel de Brauvilliers                                                |
| Église Saint-Remi de Breux                                                         | Breux                        |         | 49° 35′ 02″ nord, 5° 23′ 25″ est | « IA00065346 » |                                                        |             | Église Saint-Remi de Breux                                                         |
| Église Saint-Rémy-Saint-Roch de Breux                                              | Breux                        |         | 49° 35′ 02″ nord, 5° 23′ 20″ est | « IA00065347 » |                                                        |             | Image manquante Téléverser                                                         |
| Église de l'Assomption de Brieulles-sur-Meuse                                      | Brieulles-sur-Meuse          |         | 49° 20′ 10″ nord, 5° 10′ 48″ est |                |                                                        |             | Église de l'Assomption de Brieulles-sur-Meuse                                      |
| Église Saint-Èvre de Brillon-en-Barrois                                            | Brillon-en-Barrois           |         | 48° 42′ 43″ nord, 5° 05′ 39″ est |                |                                                        |             | Église Saint-Èvre de Brillon-en-Barrois                                            |
| Église Sainte-Marie-Madeleine de Brixey-aux-Chanoines                              | Brixey-aux-Chanoines         |         | 48° 28′ 24″ nord, 5° 42′ 57″ est | « IA00121011 » |                                                        |             | Église Sainte-Marie-Madeleine de Brixey-aux-Chanoines                              |
| Église Sainte-Madeleine de Brizeaux                                                | Brizeaux                     |         | 49° 00′ 21″ nord, 5° 03′ 27″ est |                |                                                        |             | Église Sainte-Madeleine de Brizeaux                                                |
| Église Saint-Michel de Brocourt-en-Argonne                                         | Brocourt-en-Argonne          |         | 49° 06′ 55″ nord, 5° 09′ 57″ est |                |                                                        |             | Église Saint-Michel de Brocourt-en-Argonne                                         |
| Église Saint-Hilaire de Brouennes                                                  | Brouennes                    |         | 49° 31′ 03″ nord, 5° 15′ 51″ est |                |                                                        |             | Église Saint-Hilaire de Brouennes                                                  |
| Église Saint-Clément de Raulecourt                                                 | Broussey-Raulecourt          |         | 48° 48′ 51″ nord, 5° 43′ 58″ est |                |                                                        |             | Église Saint-Clément de Raulecourt                                                 |
| Église Saint-Gengoult de Broussey                                                  | Broussey-Raulecourt          |         | 48° 48′ 51″ nord, 5° 43′ 58″ est |                |                                                        |             | Église Saint-Gengoult de Broussey                                                  |
| Église de la Nativité-de-la-Bienheureuse-Vierge-Marie de Broussey-en-Blois         | Broussey-en-Blois            |         | 48° 38′ 21″ nord, 5° 32′ 58″ est |                |                                                        |             | Église de la Nativité-de-la-Bienheureuse-Vierge-Marie de Broussey-en-Blois         |
| Église Saint-Jean-Baptiste de Bréhéville                                           | Bréhéville                   |         | 49° 23′ 02″ nord, 5° 19′ 43″ est | « IA00049029 » |                                                        |             | Église Saint-Jean-Baptiste de Bréhéville                                           |
| Église Saint-Jean-Baptiste de Bure                                                 | Bure                         |         | 48° 30′ 18″ nord, 5° 21′ 25″ est |                |                                                        |             | Image manquante Téléverser                                                         |
| Église Sainte-Libaire de Burey-en-Vaux                                             | Burey-en-Vaux                |         | 48° 33′ 49″ nord, 5° 40′ 08″ est | « IA00121060 » |                                                        |             | Église Sainte-Libaire de Burey-en-Vaux                                             |
| Église Saint-Léger de Burey-la-Côte                                                | Burey-la-Côte                |         | 48° 30′ 10″ nord, 5° 41′ 59″ est | « IA00121018 » |                                                        |             | Église Saint-Léger de Burey-la-Côte                                                |
| Église Saint-Georges de Buxières                                                   | Buxières-sous-les-Côtes      |         | 48° 54′ 57″ nord, 5° 40′ 24″ est |                |                                                        |             | Église Saint-Georges de Buxières                                                   |
| Église Sainte-Marguerite de Buxérulles                                             | Buxières-sous-les-Côtes      |         | 48° 54′ 22″ nord, 5° 39′ 54″ est |                |                                                        |             | Église Sainte-Marguerite de Buxérulles                                             |
| Église Saint-Pierre de Woinville                                                   | Buxières-sous-les-Côtes      |         | 48° 53′ 48″ nord, 5° 39′ 37″ est |                |                                                        |             | Église Saint-Pierre de Woinville                                                   |
| Église Saint-Martin de Buzy                                                        | Buzy-Darmont                 |         | 49° 10′ 07″ nord, 5° 42′ 34″ est | « PA00106503 » | Inscrit MH                                             | 1982        | Église Saint-Martin de Buzy                                                        |
| Église Saint-Martin de Béthelainville                                              | Béthelainville               |         | 49° 10′ 02″ nord, 5° 14′ 04″ est | « IA00036757 » |                                                        |             | Église Saint-Martin de Béthelainville                                              |
| Église Saint-Martin de Béthincourt                                                 | Béthincourt                  |         | 49° 15′ 07″ nord, 5° 13′ 54″ est | « IA00036770 » |                                                        |             | Église Saint-Martin de Béthincourt                                                 |
| Église de l'Assomption de Cesse                                                    | Cesse                        |         | 49° 30′ 42″ nord, 5° 09′ 32″ est |                |                                                        |             | Image manquante Téléverser                                                         |
| Église Saint-Remi de Chaillon                                                      | Chaillon                     |         | 48° 56′ 51″ nord, 5° 38′ 24″ est |                |                                                        |             | Église Saint-Remi de Chaillon                                                      |
| Église de la Nativité-de-la-Bienheureuse-Vierge-Marie de Chalaines                 | Chalaines                    |         | 48° 36′ 09″ nord, 5° 40′ 53″ est | « IA00121067 » |                                                        |             | Église de la Nativité-de-la-Bienheureuse-Vierge-Marie de Chalaines                 |
| Église de l'Assomption de Neuville                                                 | Champneuville                |         | 49° 14′ 08″ nord, 5° 19′ 30″ est |                |                                                        |             | Église de l'Assomption de Neuville                                                 |
| Église Saint-Brice de Champougny                                                   | Champougny                   |         | 48° 32′ 44″ nord, 5° 41′ 40″ est | « IA00121111 » |                                                        |             | Église Saint-Brice de Champougny                                                   |
| Église Saint-Èvre de Chennevières                                                  | Chanteraine                  |         | 48° 39′ 43″ nord, 5° 24′ 21″ est |                |                                                        |             | Église Saint-Èvre de Chennevières                                                  |
| Église Saint-Remi de Morlaincourt                                                  | Chanteraine                  |         | 48° 40′ 48″ nord, 5° 22′ 12″ est |                |                                                        |             | Église Saint-Remi de Morlaincourt                                                  |
| Église Saint-Remi d'Oëy                                                            | Chanteraine                  |         | 48° 40′ 51″ nord, 5° 23′ 58″ est |                |                                                        |             | Église Saint-Remi d'Oëy                                                            |
| Église Saint-Remi de Chardogne                                                     | Chardogne                    |         | 48° 49′ 31″ nord, 5° 07′ 44″ est |                |                                                        |             | Église Saint-Remi de Chardogne                                                     |
| Église Saint-Loup de Charny-sur-Meuse                                              | Charny-sur-Meuse             |         | 49° 12′ 23″ nord, 5° 21′ 46″ est | « IA00036779 » |                                                        |             | Église Saint-Loup de Charny-sur-Meuse                                              |
| Église de la Nativité-de-la-Bienheureuse-Vierge-Marie de Charpentry                | Charpentry                   |         | 49° 15′ 29″ nord, 5° 01′ 55″ est |                |                                                        |             | Image manquante Téléverser                                                         |
| Église Saint-Nabord de Chassey-Beaupré                                             | Chassey-Beaupré              |         | 48° 27′ 35″ nord, 5° 25′ 57″ est | « IA00035969 » |                                                        |             | Image manquante Téléverser                                                         |
| Église Saint-Nicolas de Chattancourt                                               | Chattancourt                 |         | 49° 13′ 04″ nord, 5° 16′ 02″ est | « IA00036789 » |                                                        |             | Église Saint-Nicolas de Chattancourt                                               |
| Église Saint-Martin de Chaumont-devant-Damvillers                                  | Chaumont-devant-Damvillers   |         | 49° 18′ 27″ nord, 5° 25′ 31″ est | « PA00106698 » | Inscrit MH Chœur (intérieur et extérieur)              | 1991        | Église Saint-Martin de Chaumont-devant-Damvillers                                  |
| Église Saint-Pierre de Chaumont-sur-Aire                                           | Chaumont-sur-Aire            |         | 48° 55′ 37″ nord, 5° 15′ 29″ est |                |                                                        |             | Église Saint-Pierre de Chaumont-sur-Aire                                           |
| Église Saint-Hubert de Chauvency-Saint-Hubert                                      | Chauvency-Saint-Hubert       |         | 49° 31′ 59″ nord, 5° 17′ 47″ est | « IA00065106 » |                                                        |             | Image manquante Téléverser                                                         |
| Église Saint-Amand de Chauvency-le-Château                                         | Chauvency-le-Château         |         | 49° 31′ 09″ nord, 5° 18′ 33″ est | « IA00065328 » |                                                        |             | Église Saint-Amand de Chauvency-le-Château                                         |
| Église Saint-Martin de Cheppy                                                      | Cheppy                       |         | 49° 13′ 52″ nord, 5° 03′ 24″ est |                |                                                        |             | Église Saint-Martin de Cheppy                                                      |
| Église Saint-Martin de Malaumont                                                   | Chonville-Malaumont          |         | 48° 46′ 54″ nord, 5° 29′ 32″ est | « PA00106506 » | Classé MH Clocher ; Inscrit MH Chœur, sacristie et nef | 1908 ; 1994 | Église Saint-Martin de Malaumont                                                   |
| Église Saint-Brice de Chonville                                                    | Chonville-Malaumont          |         | 48° 45′ 03″ nord, 5° 29′ 59″ est | « PA00106505 » | Classé MH                                              | 1914        | Église Saint-Brice de Chonville                                                    |
| Église Saint-Martin de Châtillon-sous-les-Côtes                                    | Châtillon-sous-les-Côtes     |         | 49° 08′ 43″ nord, 5° 31′ 29″ est | « IA00036875 » |                                                        |             | Église Saint-Martin de Châtillon-sous-les-Côtes                                    |
| Église Saint-Martin de Cierges-sous-Montfaucon                                     | Cierges-sous-Montfaucon      |         | 49° 17′ 49″ nord, 5° 05′ 37″ est |                |                                                        |             | Image manquante Téléverser                                                         |
| Église Saint-Didier de Clermont-en-Argonne                                         | Clermont-en-Argonne          |         | 49° 06′ 17″ nord, 5° 04′ 10″ est | « PA00106507 » | Classé MH                                              | 1908        | Église Saint-Didier de Clermont-en-Argonne                                         |
| Église Saint-Gorgon d'Auzéville                                                    | Clermont-en-Argonne          |         | 49° 06′ 07″ nord, 5° 05′ 52″ est |                |                                                        |             | Image manquante Téléverser                                                         |
| Église Saint-Michel de Jubécourt                                                   | Clermont-en-Argonne          |         | 49° 05′ 40″ nord, 5° 09′ 53″ est |                |                                                        |             | Église Saint-Michel de Jubécourt                                                   |
| Église Saint-Rémi de Vraincourt                                                    | Clermont-en-Argonne          |         | 49° 07′ 00″ nord, 5° 05′ 42″ est |                |                                                        |             | Église Saint-Rémi de Vraincourt                                                    |
| Église Saint-Vannes de Parois                                                      | Clermont-en-Argonne          |         | 49° 08′ 19″ nord, 5° 07′ 09″ est |                |                                                        |             | Église Saint-Vannes de Parois                                                      |
| Église Saint-Laurent de Cléry-le-Grand                                             | Cléry-le-Grand               |         | 49° 21′ 51″ nord, 5° 09′ 17″ est |                |                                                        |             | Image manquante Téléverser                                                         |
| Église Saint-Vincent de Cléry-le-Petit                                             | Cléry-le-Petit               |         | 49° 22′ 05″ nord, 5° 10′ 49″ est |                |                                                        |             | Église Saint-Vincent de Cléry-le-Petit                                             |
| Église de la Nativité-de-la-Vierge de Combles-en-Barrois                           | Combles-en-Barrois           |         | 48° 45′ 04″ nord, 5° 06′ 58″ est |                |                                                        |             | Église de la Nativité-de-la-Vierge de Combles-en-Barrois                           |
| Église de l'Invention-de-Saint-Étienne de Combres-sous-les-Côtes                   | Combres-sous-les-Côtes       |         | 49° 03′ 33″ nord, 5° 37′ 22″ est | « IA00036455 » |                                                        |             | Église de l'Invention-de-Saint-Étienne de Combres-sous-les-Côtes                   |
| Église Saint-Pantaléon de Commercy                                                 | Commercy                     |         | 48° 45′ 50″ nord, 5° 35′ 29″ est | « PA00106511 » | Inscrit MH                                             | 1926        | Église Saint-Pantaléon de Commercy                                                 |
| Église de l'Assomption de Consenvoye                                               | Consenvoye                   |         | 49° 17′ 11″ nord, 5° 17′ 03″ est | « PA00106517 » | Classé MH                                              | 1921        | Église de l'Assomption de Consenvoye                                               |
| Église Saint-Quentin de Contrisson                                                 | Contrisson                   |         | 48° 48′ 09″ nord, 4° 57′ 15″ est | « PA00106518 » | Classé MH                                              | 1990        | Église Saint-Quentin de Contrisson                                                 |
| Église Saint-Simplice de Courcelles-en-Barrois                                     | Courcelles-en-Barrois        |         | 48° 49′ 33″ nord, 5° 26′ 33″ est |                |                                                        |             | Image manquante Téléverser                                                         |
| Église Sainte-Agathe de Courcelles-sur-Aire                                        | Courcelles-sur-Aire          |         | 48° 56′ 14″ nord, 5° 14′ 39″ est |                |                                                        |             | Église Sainte-Agathe de Courcelles-sur-Aire                                        |
| Église Saint-Pierre-ès-Liens de Courouvre                                          | Courouvre                    |         | 48° 56′ 16″ nord, 5° 21′ 20″ est |                |                                                        |             | Église Saint-Pierre-ès-Liens de Courouvre                                          |
| Église de la Nativité-de-la-Vierge de Cousancelles                                 | Cousances-les-Forges         |         | 48° 37′ 19″ nord, 5° 04′ 32″ est |                |                                                        |             | Image manquante Téléverser                                                         |
| Église Saint-Memmie de Cousances-les-Forges                                        | Cousances-les-Forges         |         | 48° 36′ 35″ nord, 5° 04′ 52″ est |                |                                                        |             | Église Saint-Memmie de Cousances-les-Forges                                        |
| Église de l'Immaculée-Conception de Cousances-au-Bois                              | Cousances-lès-Triconville    |         | 48° 47′ 01″ nord, 5° 26′ 22″ est |                |                                                        |             | Image manquante Téléverser                                                         |
| Église Saint-Michel de Triconville                                                 | Cousances-lès-Triconville    |         | 48° 45′ 52″ nord, 5° 23′ 14″ est |                |                                                        |             | Église Saint-Michel de Triconville                                                 |
| Église de la Nativité-de-la-Bienheureuse-Vierge-Marie de Couvertpuis               | Couvertpuis                  |         | 48° 34′ 53″ nord, 5° 18′ 08″ est |                |                                                        |             | Église de la Nativité-de-la-Bienheureuse-Vierge-Marie de Couvertpuis               |
| Église Saint-Brice de Couvonges                                                    | Couvonges                    |         | 48° 46′ 36″ nord, 5° 01′ 34″ est | « PA00106520 » | Classé MH                                              | 1936        | Église Saint-Brice de Couvonges                                                    |
| Église Saint-Denis de Cuisy                                                        | Cuisy                        |         | 49° 16′ 02″ nord, 5° 10′ 40″ est |                |                                                        |             | Image manquante Téléverser                                                         |
| Église Saint-Mansuy de Culey                                                       | Culey                        |         | 48° 45′ 19″ nord, 5° 15′ 59″ est | « PA00106559 » | Classé MH                                              | 1912        | Église Saint-Mansuy de Culey                                                       |
| Église Saint-Christophe de Cunel                                                   | Cunel                        |         | 49° 20′ 09″ nord, 5° 07′ 02″ est |                |                                                        |             | Église Saint-Christophe de Cunel                                                   |
| Église Saint-Martin de Dagonville                                                  | Dagonville                   |         | 48° 47′ 33″ nord, 5° 23′ 41″ est |                |                                                        |             | Église Saint-Martin de Dagonville                                                  |
| Église Saint-Valère de Dainville                                                   | Dainville-Bertheléville      |         | 48° 26′ 25″ nord, 5° 30′ 35″ est | « IA00035981 » |                                                        |             | Église Saint-Valère de Dainville                                                   |
| Église Saint-Rémi de Bertheléville                                                 | Dainville-Bertheléville      |         | 48° 27′ 54″ nord, 5° 30′ 10″ est | « IA00035997 » |                                                        |             | Église Saint-Rémi de Bertheléville                                                 |
| Église Saint-Loup de Damloup                                                       | Damloup                      |         | 49° 12′ 04″ nord, 5° 29′ 32″ est | « IA00036876 » |                                                        |             | Église Saint-Loup de Damloup                                                       |
| Église de l'Annonciation-Notre-Dame de Dammarie-sur-Saulx                          | Dammarie-sur-Saulx           |         | 48° 35′ 36″ nord, 5° 14′ 12″ est | « PA00132942 » | Classé MH                                              | 1994        | Église de l'Annonciation-Notre-Dame de Dammarie-sur-Saulx                          |
| Église Saint-Maurice de Damvillers                                                 | Damvillers                   |         | 49° 20′ 27″ nord, 5° 23′ 57″ est | « PA00106523 » | Classé MH                                              | 1921        | Église Saint-Maurice de Damvillers                                                 |
| Église Saint-Hippolyte de Dannevoux                                                | Dannevoux                    |         | 49° 18′ 26″ nord, 5° 14′ 11″ est |                |                                                        |             | Église Saint-Hippolyte de Dannevoux                                                |
| Église Saint-Genebaud de Rosières-en-Blois                                         | Delouze-Rosières             |         | 48° 34′ 07″ nord, 5° 32′ 45″ est | « IA00036194 » |                                                        |             | Église Saint-Genebaud de Rosières-en-Blois                                         |
| Église Saint-Pierre-de-Vérone de Delouze                                           | Delouze-Rosières             |         | 48° 33′ 49″ nord, 5° 31′ 25″ est | « IA00036006 » |                                                        |             | Église Saint-Pierre-de-Vérone de Delouze                                           |
| Église Saint-Martin de Delut                                                       | Delut                        |         | 49° 24′ 28″ nord, 5° 25′ 54″ est | « IA00049039 » |                                                        |             | Église Saint-Martin de Delut                                                       |
| Église Saint-Remi de Demange-aux-Eaux                                              | Demange-aux-Eaux             |         | 48° 34′ 53″ nord, 5° 27′ 41″ est | « IA00036016 » |                                                        |             | Église Saint-Remi de Demange-aux-Eaux                                              |
| Église Saint-Pierre-et-Saint-Paul de Dieppe-sous-Douaumont                         | Dieppe-sous-Douaumont        |         | 49° 13′ 12″ nord, 5° 30′ 35″ est | « IA00036878 » |                                                        |             | Église Saint-Pierre-et-Saint-Paul de Dieppe-sous-Douaumont                         |
| Église de la Décollation-de-Saint-Jean-Baptiste de Dieue-sur-Meuse                 | Dieue-sur-Meuse              |         | 49° 04′ 09″ nord, 5° 25′ 15″ est | « PA00106526 » | Classé MH                                              | 1908        | Église de la Décollation-de-Saint-Jean-Baptiste de Dieue-sur-Meuse                 |
| Église Saint-Basle de Dombasle-en-Argonne                                          | Dombasle-en-Argonne          |         | 49° 08′ 19″ nord, 5° 11′ 31″ est |                |                                                        |             | Église Saint-Basle de Dombasle-en-Argonne                                          |
| Église Saint-Brice de Dombras                                                      | Dombras                      |         | 49° 23′ 36″ nord, 5° 27′ 29″ est | « IA00049042 » |                                                        |             | Église Saint-Brice de Dombras                                                      |
| Église Saint-Martin de Dommartin-la-Montagne                                       | Dommartin-la-Montagne        |         | 49° 01′ 51″ nord, 5° 36′ 30″ est | « IA00036460 » |                                                        |             | Église Saint-Martin de Dommartin-la-Montagne                                       |
| Église Saint-Mansuy de Dommary-Baroncourt                                          | Dommary-Baroncourt           |         | 49° 17′ 07″ nord, 5° 42′ 04″ est |                |                                                        |             | Église Saint-Mansuy de Dommary-Baroncourt                                          |
| Église Saint-Symphorien de Dompcevrin                                              | Dompcevrin                   |         | 48° 55′ 48″ nord, 5° 29′ 25″ est |                |                                                        |             | Église Saint-Symphorien de Dompcevrin                                              |
| Église Saint-Pierre de Dompierre-aux-Bois                                          | Dompierre-aux-Bois           |         | 48° 59′ 40″ nord, 5° 35′ 06″ est |                |                                                        |             | Image manquante Téléverser                                                         |
| Église Saint-Remi de Domremy-la-Canne                                              | Domremy-la-Canne             |         | 49° 17′ 51″ nord, 5° 41′ 37″ est |                |                                                        |             | Église Saint-Remi de Domremy-la-Canne                                              |
| Église Saint-Maurice de Doncourt-aux-Templiers                                     | Doncourt-aux-Templiers       |         | 49° 03′ 33″ nord, 5° 42′ 57″ est | « IA00036462 » |                                                        |             | Église Saint-Maurice de Doncourt-aux-Templiers                                     |
| Église Saint-Hilaire de Douaumont                                                  | Douaumont                    |         | à géolocaliser                   |                |                                                        |             | Image manquante Téléverser                                                         |
| Église Saint-Pierre de Doulcon                                                     | Doulcon                      |         | 49° 22′ 51″ nord, 5° 10′ 08″ est |                |                                                        |             | Église Saint-Pierre de Doulcon                                                     |
| Église Notre-Dame de Dugny-sur-Meuse                                               | Dugny-sur-Meuse              |         | 49° 06′ 40″ nord, 5° 23′ 26″ est | « PA00106530 » | Classé MH                                              | 1904        | Église Notre-Dame de Dugny-sur-Meuse                                               |
| Église de la Nativité-de-la-Sainte-Vierge de Dugny-sur-Meuse                       | Dugny-sur-Meuse              |         | 49° 06′ 28″ nord, 5° 23′ 10″ est |                |                                                        |             | Église de la Nativité-de-la-Sainte-Vierge de Dugny-sur-Meuse                       |
| Église Notre-Dame-de-Bonne-Garde de Dun-sur-Meuse                                  | Dun-sur-Meuse                |         | 49° 23′ 13″ nord, 5° 11′ 02″ est | « PA00106531 » | Classé MH                                              | 1920        | Église Notre-Dame-de-Bonne-Garde de Dun-sur-Meuse                                  |
| Église Saint-Quentin de Duzey                                                      | Duzey                        |         | 49° 21′ 39″ nord, 5° 37′ 54″ est |                |                                                        |             | Église Saint-Quentin de Duzey                                                      |
| Église Saint-Remi d'Eix                                                            | Eix                          |         | 49° 10′ 45″ nord, 5° 29′ 51″ est |                |                                                        |             | Église Saint-Remi d'Eix                                                            |
| Église Saint-Mansuy d'Ernecourt                                                    | Erneville-aux-Bois           |         | 48° 44′ 33″ nord, 5° 24′ 53″ est |                |                                                        |             | Église Saint-Mansuy d'Ernecourt                                                    |
| Église Saint-Remy de Domrémy-aux-Bois                                              | Erneville-aux-Bois           |         | 48° 44′ 08″ nord, 5° 25′ 08″ est |                |                                                        |             | Église Saint-Remy de Domrémy-aux-Bois                                              |
| Église Saint-Paul de Loxéville                                                     | Erneville-aux-Bois           |         | 48° 44′ 34″ nord, 5° 23′ 31″ est |                |                                                        |             | Image manquante Téléverser                                                         |
| Église Saint-Germain d'Esnes-en-Argonne                                            | Esnes-en-Argonne             |         | 49° 12′ 27″ nord, 5° 12′ 39″ est |                |                                                        |             | Église Saint-Germain d'Esnes-en-Argonne                                            |
| Église Saint-Gorgon de Vertuzey                                                    | Euville                      |         | 48° 44′ 09″ nord, 5° 39′ 43″ est | « PA00106672 » | Classé MH                                              | 1999        | Église Saint-Gorgon de Vertuzey                                                    |
| Église Saint-Pierre de Ville-Issey                                                 | Euville                      |         | 48° 43′ 55″ nord, 5° 38′ 18″ est | « PA55000007 » | Inscrit MH                                             | 1997        | Église Saint-Pierre de Ville-Issey                                                 |
| Église Saint-Pierre-et-Saint-Paul d'Euville                                        | Euville                      |         | 48° 45′ 00″ nord, 5° 37′ 30″ est | « PA55000006 » | Inscrit MH                                             | 1997        | Église Saint-Pierre-et-Saint-Paul d'Euville                                        |
| Église Saint-Sébastien d'Aulnois-sous-Vertuzey                                     | Euville                      |         | 48° 44′ 52″ nord, 5° 40′ 32″ est |                |                                                        |             | Église Saint-Sébastien d'Aulnois-sous-Vertuzey                                     |
| Église Sainte-Catherine de Fains-les-Sources                                       | Fains-Véel                   |         | 48° 47′ 23″ nord, 5° 07′ 28″ est | « PA00106535 » | Classé MH                                              | 1983        | Église Sainte-Catherine de Fains-les-Sources                                       |
| Église Saint-Martin de Véel                                                        | Fains-Véel                   |         | 48° 46′ 13″ nord, 5° 06′ 58″ est | « PA00106536 » | Inscrit MH                                             | 1927        | Église Saint-Martin de Véel                                                        |
| Église Saint-Martin de Flassigny                                                   | Flassigny                    |         | 49° 28′ 27″ nord, 5° 26′ 29″ est | « IA00065090 » |                                                        |             | Église Saint-Martin de Flassigny                                                   |
| Église Saint-Quentin de Foameix                                                    | Foameix-Ornel                |         | 49° 14′ 01″ nord, 5° 36′ 22″ est | « IA00036930 » |                                                        |             | Église Saint-Quentin de Foameix                                                    |
| Église Saint-Michel de Fontaines-Saint-Clair                                       | Fontaines-Saint-Clair        |         | 49° 22′ 13″ nord, 5° 14′ 11″ est |                |                                                        |             | Église Saint-Michel de Fontaines-Saint-Clair                                       |
| Église Saint-Martin de Forges-sur-Meuse                                            | Forges-sur-Meuse             |         | 49° 15′ 46″ nord, 5° 17′ 28″ est |                |                                                        |             | Église Saint-Martin de Forges-sur-Meuse                                            |
| Église Saint-Jean-Baptiste de Foucaucourt-sur-Thabas                               | Foucaucourt-sur-Thabas       |         | 48° 59′ 55″ nord, 5° 06′ 08″ est | « PA00106537 » | Classé MH                                              | 1941        | Église Saint-Jean-Baptiste de Foucaucourt-sur-Thabas                               |
| Église Saint-Laurent de Fouchères-aux-Bois                                         | Fouchères-aux-Bois           |         | 48° 37′ 22″ nord, 5° 14′ 47″ est |                |                                                        |             | Église Saint-Laurent de Fouchères-aux-Bois                                         |
| Église Saint-Laurent de Fresnes-au-Mont                                            | Fresnes-au-Mont              |         | 48° 53′ 46″ nord, 5° 26′ 22″ est |                |                                                        |             | Église Saint-Laurent de Fresnes-au-Mont                                            |
| Église Saint-Pierre-ès-Liens de Fresnes-en-Woëvre                                  | Fresnes-en-Woëvre            |         | 49° 05′ 42″ nord, 5° 37′ 58″ est | « IA00036470 » |                                                        |             | Église Saint-Pierre-ès-Liens de Fresnes-en-Woëvre                                  |
| Église Saint-Antoine de Froidos                                                    | Froidos                      |         | 49° 03′ 39″ nord, 5° 07′ 26″ est |                |                                                        |             | Image manquante Téléverser                                                         |
| Église Saint-Alban de Fromeréville-les-Vallons                                     | Fromeréville-les-Vallons     |         | 49° 09′ 33″ nord, 5° 17′ 05″ est | « IA00036806 » |                                                        |             | Église Saint-Alban de Fromeréville-les-Vallons                                     |
| Église Saint-Martin de Fromezey                                                    | Fromezey                     |         | 49° 12′ 49″ nord, 5° 35′ 01″ est | « IA00036929 » |                                                        |             | Église Saint-Martin de Fromezey                                                    |
| Église Saint-Étienne de Frémeréville-sous-les-Côtes                                | Frémeréville-sous-les-Côtes  |         | 48° 48′ 02″ nord, 5° 39′ 15″ est |                |                                                        |             | Église Saint-Étienne de Frémeréville-sous-les-Côtes                                |
| Église de la Nativité-de-la-Bienheureuse-Vierge-Marie de Futeau                    | Futeau                       |         | 49° 04′ 35″ nord, 5° 00′ 08″ est |                |                                                        |             | Image manquante Téléverser                                                         |
| Église de la Nativité-de-la-Bienheureuse-Vierge-Marie de Gercourt-et-Drillancourt  | Gercourt-et-Drillancourt     |         | 49° 17′ 05″ nord, 5° 14′ 17″ est |                |                                                        |             | Image manquante Téléverser                                                         |
| Église Saint-Pie de Gesnes-en-Argonne                                              | Gesnes-en-Argonne            |         | 49° 18′ 20″ nord, 5° 03′ 38″ est |                |                                                        |             | Image manquante Téléverser                                                         |
| Église Saint-Léger de Gironville                                                   | Geville                      |         | 48° 47′ 34″ nord, 5° 40′ 27″ est | « PA00106539 » | Classé MH                                              | 1908        | Église Saint-Léger de Gironville                                                   |
| Église de l'Invention-de-Saint-Étienne de Jouy-sous-les-Côtes                      | Geville                      |         | 48° 46′ 13″ nord, 5° 41′ 34″ est |                |                                                        |             | Église de l'Invention-de-Saint-Étienne de Jouy-sous-les-Côtes                      |
| Église Saint-Symphorien de Corniéville                                             | Geville                      |         | 48° 45′ 51″ nord, 5° 42′ 13″ est |                |                                                        |             | Image manquante Téléverser                                                         |
| Église de l'Invention-de-Saint-Étienne de Gimécourt                                | Gimécourt                    |         | 48° 50′ 53″ nord, 5° 22′ 05″ est |                |                                                        |             | Église de l'Invention-de-Saint-Étienne de Gimécourt                                |
| Église Sainte-Agathe de Gincrey                                                    | Gincrey                      |         | 49° 14′ 41″ nord, 5° 34′ 20″ est | « IA00036931 » |                                                        |             | Église Sainte-Agathe de Gincrey                                                    |
| Église Saint-André de Girauvoisin                                                  | Girauvoisin                  |         | 48° 48′ 13″ nord, 5° 37′ 46″ est |                |                                                        |             | Église Saint-André de Girauvoisin                                                  |
| Église Saint-Quentin de Givrauval                                                  | Givrauval                    |         | 48° 39′ 37″ nord, 5° 19′ 31″ est |                |                                                        |             | Église Saint-Quentin de Givrauval                                                  |
| Église de la Nativité-de-la-Vierge de Gondrecourt-le-Château                       | Gondrecourt-le-Château       |         | 48° 30′ 43″ nord, 5° 30′ 21″ est | « PA00106540 » | Inscrit MH                                             | 1970        | Église de la Nativité-de-la-Vierge de Gondrecourt-le-Château                       |
| Église de l'Assomption de Luméville-en-Ornois                                      | Gondrecourt-le-Château       |         | 48° 28′ 00″ nord, 5° 25′ 49″ est | « IA00036160 » |                                                        |             | Image manquante Téléverser                                                         |
| Église Saint-Michel de Tourailles-sous-Bois                                        | Gondrecourt-le-Château       |         | 48° 29′ 28″ nord, 5° 26′ 44″ est | « IA00036211 » |                                                        |             | Image manquante Téléverser                                                         |
| Église Saint-Martin de Gouraincourt                                                | Gouraincourt                 |         | 49° 17′ 37″ nord, 5° 39′ 51″ est |                |                                                        |             | Église Saint-Martin de Gouraincourt                                                |
| Église Saint-Gervais-et-Saint-Protais de Goussaincourt                             | Goussaincourt                |         | 48° 29′ 06″ nord, 5° 41′ 24″ est | « IA00121025 » |                                                        |             | Église Saint-Gervais-et-Saint-Protais de Goussaincourt                             |
| Église de l'Assomption de Gremilly                                                 | Gremilly                     |         | 49° 16′ 34″ nord, 5° 28′ 38″ est | « IA00049174 » |                                                        |             | Église de l'Assomption de Gremilly                                                 |
| Église Saint-Laurent de Grimaucourt-en-Woëvre                                      | Grimaucourt-en-Woëvre        |         | 49° 10′ 28″ nord, 5° 33′ 25″ est | « IA00036933 » |                                                        |             | Église Saint-Laurent de Grimaucourt-en-Woëvre                                      |
| Église de l'Exaltation-de-la-Sainte-Croix de Grimaucourt-près-Sampigny             | Grimaucourt-près-Sampigny    |         | 48° 47′ 32″ nord, 5° 28′ 07″ est |                |                                                        |             | Église de l'Exaltation-de-la-Sainte-Croix de Grimaucourt-près-Sampigny             |
| Église Saint-Èvre de Guerpont                                                      | Guerpont                     |         | 48° 43′ 45″ nord, 5° 15′ 26″ est |                |                                                        |             | Église Saint-Èvre de Guerpont                                                      |
| Église Sainte-Marie-Madeleine de Génicourt-sur-Meuse                               | Génicourt-sur-Meuse          |         | 49° 02′ 10″ nord, 5° 26′ 17″ est |                |                                                        |             | Église Sainte-Marie-Madeleine de Génicourt-sur-Meuse                               |
| Église de la Chaire-de-Saint-Pierre de Géry                                        | Géry                         |         | 48° 46′ 55″ nord, 5° 17′ 39″ est |                |                                                        |             | Église de la Chaire-de-Saint-Pierre de Géry                                        |
| Église Saint-Remi d'Haironville                                                    | Haironville                  |         | 48° 41′ 10″ nord, 5° 05′ 07″ est |                |                                                        |             | Église Saint-Remi d'Haironville                                                    |
| Église Saint-Barthélemy d'Halles-sous-les-Côtes                                    | Halles-sous-les-Côtes        |         | 49° 26′ 59″ nord, 5° 07′ 11″ est |                |                                                        |             | Église Saint-Barthélemy d'Halles-sous-les-Côtes                                    |
| Église Saint-Jean d'Han-lès-Juvigny                                                | Han-lès-Juvigny              |         | 49° 28′ 49″ nord, 5° 19′ 55″ est |                |                                                        |             | Église Saint-Jean d'Han-lès-Juvigny                                                |
| Église Sainte-Marie-Marguerite d'Han-sur-Meuse                                     | Han-sur-Meuse                |         | 48° 51′ 59″ nord, 5° 32′ 24″ est |                |                                                        |             | Image manquante Téléverser                                                         |
| Église Saint-Léonard de Brasseitte                                                 | Han-sur-Meuse                |         | 48° 50′ 50″ nord, 5° 31′ 45″ est |                |                                                        |             | Image manquante Téléverser                                                         |
| Église Saint-Martin d'Ailly-sur-Meuse                                              | Han-sur-Meuse                |         | 48° 52′ 08″ nord, 5° 33′ 06″ est |                |                                                        |             | Image manquante Téléverser                                                         |
| Église Saint-Martin d'Hannonville-sous-les-Côtes                                   | Hannonville-sous-les-Côtes   |         | 49° 02′ 26″ nord, 5° 39′ 35″ est | « IA00036479 » |                                                        |             | Église Saint-Martin d'Hannonville-sous-les-Côtes                                   |
| Église Saint-Airy d'Harville                                                       | Harville                     |         | 49° 05′ 55″ nord, 5° 43′ 46″ est | « IA00036489 » |                                                        |             | Église Saint-Airy d'Harville                                                       |
| Église Saint-Symphorien d'Haudainville                                             | Haudainville                 |         | 49° 07′ 37″ nord, 5° 25′ 23″ est | « IA55000198 » |                                                        |             | Église Saint-Symphorien d'Haudainville                                             |
| Église Saint-Urbain d'Haudiomont                                                   | Haudiomont                   |         | 49° 06′ 59″ nord, 5° 33′ 33″ est | « IA00036499 » |                                                        |             | Église Saint-Urbain d'Haudiomont                                                   |
| Église Saint-Nicolas de Haumont-près-Samogneux                                     | Haumont-près-Samogneux       |         | à géolocaliser                   |                |                                                        |             | Image manquante Téléverser                                                         |
| Église de l'Assomption d'Heippes                                                   | Heippes                      |         | 48° 59′ 39″ nord, 5° 17′ 41″ est |                |                                                        |             | Image manquante Téléverser                                                         |
| Église Saint-Sulpice d'Hennemont                                                   | Hennemont                    |         | 49° 08′ 00″ nord, 5° 40′ 04″ est | « IA00036505 » |                                                        |             | Église Saint-Sulpice d'Hennemont                                                   |
| Église Saint-Vanne d'Herbeuville                                                   | Herbeuville                  |         | 49° 02′ 48″ nord, 5° 38′ 07″ est | « IA00036509 » |                                                        |             | Église Saint-Vanne d'Herbeuville                                                   |
| Église de l'Invention-de-Saint-Étienne d'Herméville-en-Woëvre                      | Herméville-en-Woëvre         |         | 49° 10′ 44″ nord, 5° 35′ 32″ est |                |                                                        |             | Église de l'Invention-de-Saint-Étienne d'Herméville-en-Woëvre                      |
| Église Saint-Germain-d'Auxerre d'Heudicourt-sous-les-Côtes                         | Heudicourt-sous-les-Côtes    |         | 48° 55′ 55″ nord, 5° 41′ 47″ est |                |                                                        |             | Église Saint-Germain-d'Auxerre d'Heudicourt-sous-les-Côtes                         |
| Église Saint-Jean-Baptiste d'Horville-en-Ornois                                    | Horville-en-Ornois           |         | 48° 29′ 27″ nord, 5° 28′ 05″ est | « IA00036125 » |                                                        |             | Image manquante Téléverser                                                         |
| Église Saint-Pierre-ès-Liens d'Houdelaincourt                                      | Houdelaincourt               |         | 48° 32′ 54″ nord, 5° 28′ 10″ est | « IA00036136 » |                                                        |             | Image manquante Téléverser                                                         |
| Église Saint-Pierre-ès-Liens d'Hévilliers                                          | Hévilliers                   |         | 48° 36′ 05″ nord, 5° 19′ 50″ est |                |                                                        |             | Église Saint-Pierre-ès-Liens d'Hévilliers                                          |
| Église Saint-Pierre d'Inor                                                         | Inor                         |         | 49° 32′ 44″ nord, 5° 19′ 50″ est |                |                                                        |             | Église Saint-Pierre d'Inor                                                         |
| Église Saint-Jean-Baptiste d'Ippécourt                                             | Ippécourt                    |         | 49° 02′ 08″ nord, 5° 12′ 33″ est |                |                                                        |             | Église Saint-Jean-Baptiste d'Ippécourt                                             |
| Église Saint-Hubert d'Iré-le-Sec                                                   | Iré-le-Sec                   |         | 49° 28′ 35″ nord, 5° 23′ 10″ est | « IA00065074 » |                                                        |             | Église Saint-Hubert d'Iré-le-Sec                                                   |
| Église Saint-Pierre-ès-Liens de Jametz                                             | Jametz                       |         | 49° 25′ 51″ nord, 5° 22′ 50″ est |                |                                                        |             | Église Saint-Pierre-ès-Liens de Jametz                                             |
| Église Saint-Étienne de Jonville-en-Woëvre                                         | Jonville-en-Woëvre           |         | 49° 04′ 00″ nord, 5° 47′ 07″ est |                |                                                        |             | Église Saint-Étienne de Jonville-en-Woëvre                                         |
| Église Saint-Grégoire de Jouy-en-Argonne                                           | Jouy-en-Argonne              |         | 49° 08′ 03″ nord, 5° 13′ 19″ est |                |                                                        |             | Église Saint-Grégoire de Jouy-en-Argonne                                           |
| Église Saint-Mathieu de Julvécourt                                                 | Julvécourt                   |         | 49° 03′ 45″ nord, 5° 11′ 29″ est |                |                                                        |             | Image manquante Téléverser                                                         |
| Église de l'Assomption de Juvigny-en-Perthois                                      | Juvigny-en-Perthois          |         | 48° 35′ 50″ nord, 5° 09′ 14″ est |                |                                                        |             | Église de l'Assomption de Juvigny-en-Perthois                                      |
| Église Saint-Denis de Juvigny-sur-Loison                                           | Juvigny-sur-Loison           |         | 49° 28′ 00″ nord, 5° 20′ 20″ est | « IA00065044 » |                                                        |             | Église Saint-Denis de Juvigny-sur-Loison                                           |
| Église Saint-Martin de Kœur-la-Grande                                              | Kœur-la-Grande               |         | 48° 51′ 29″ nord, 5° 28′ 53″ est |                |                                                        |             | Église Saint-Martin de Kœur-la-Grande                                              |
| Église Saint-Remi de Kœur-la-Petite                                                | Kœur-la-Petite               |         | 48° 51′ 18″ nord, 5° 29′ 39″ est |                |                                                        |             | Église Saint-Remi de Kœur-la-Petite                                                |
| Église Saint-Hilaire de Lisle-en-Rigault                                           | L'Isle-en-Rigault            |         | 48° 43′ 05″ nord, 5° 02′ 53″ est |                |                                                        |             | Église Saint-Hilaire de Lisle-en-Rigault                                           |
| Église de l'Assomption-de-la-Vierge de Labeuville                                  | Labeuville                   |         | 49° 05′ 51″ nord, 5° 47′ 37″ est | « IA00036520 » |                                                        |             | Église de l'Assomption-de-la-Vierge de Labeuville                                  |
| Église de la Purification-de-la-Vierge de Lachalade                                | Lachalade                    |         | 49° 09′ 56″ nord, 4° 57′ 33″ est |                |                                                        |             | Église de la Purification-de-la-Vierge de Lachalade                                |
| Église Sainte-Anne d'Haumont-lès-Lachaussée                                        | Lachaussée                   |         | 49° 00′ 38″ nord, 5° 48′ 23″ est |                |                                                        |             | Église Sainte-Anne d'Haumont-lès-Lachaussée                                        |
| Église Saint-Léger d'Hadonville-lès-Lachaussée                                     | Lachaussée                   |         | 49° 03′ 04″ nord, 5° 49′ 04″ est |                |                                                        |             | Église Saint-Léger d'Hadonville-lès-Lachaussée                                     |
| Église Saint-Nicolas de Lachaussée                                                 | Lachaussée                   |         | 49° 02′ 10″ nord, 5° 49′ 05″ est |                |                                                        |             | Église Saint-Nicolas de Lachaussée                                                 |
| Église Saint-Jean-Baptiste de Lacroix-sur-Meuse                                    | Lacroix-sur-Meuse            |         | 48° 58′ 25″ nord, 5° 30′ 38″ est |                |                                                        |             | Église Saint-Jean-Baptiste de Lacroix-sur-Meuse                                    |
| Église Saint-Germain de Lahaymeix                                                  | Lahaymeix                    |         | 48° 56′ 20″ nord, 5° 24′ 33″ est |                |                                                        |             | Église Saint-Germain de Lahaymeix                                                  |
| Église de l'Assomption de Lahayville                                               | Lahayville                   |         | 48° 53′ 14″ nord, 5° 46′ 57″ est |                |                                                        |             | Église de l'Assomption de Lahayville                                               |
| Église Saint-Agnant de Laheycourt                                                  | Laheycourt                   |         | 48° 53′ 28″ nord, 5° 01′ 14″ est |                |                                                        |             | Église Saint-Agnant de Laheycourt                                                  |
| Église Saint-Remi de Laimont                                                       | Laimont                      |         | 48° 50′ 06″ nord, 5° 02′ 38″ est | « PA00106547 » | Classé MH                                              | 1918        | Église Saint-Remi de Laimont                                                       |
| Église Sainte-Lucie de Lavignéville                                                | Lamorville                   |         | 48° 57′ 30″ nord, 5° 35′ 33″ est |                |                                                        |             | Image manquante Téléverser                                                         |
| Église Sainte-Madeleine de Lamorville                                              | Lamorville                   |         | 48° 57′ 35″ nord, 5° 34′ 39″ est |                |                                                        |             | Image manquante Téléverser                                                         |
| Église de l'abbaye prémontrée de l'Étanche de Lamorville                           | Lamorville                   |         | 48° 58′ 22″ nord, 5° 38′ 00″ est |                |                                                        |             | Église de l'abbaye prémontrée de l'Étanche de Lamorville                           |
| Église Saint-Martin de Deuxnouds-aux-Bois                                          | Lamorville                   |         | 48° 58′ 52″ nord, 5° 37′ 11″ est |                |                                                        |             | Église Saint-Martin de Deuxnouds-aux-Bois                                          |
| Église Saint-Pierre de Spada                                                       | Lamorville                   |         | 48° 56′ 37″ nord, 5° 33′ 06″ est |                |                                                        |             | Image manquante Téléverser                                                         |
| Église Saint-Martin-et-Saint-Walfroy de Lamouilly                                  | Lamouilly                    |         | 49° 32′ 49″ nord, 5° 14′ 06″ est |                |                                                        |             | Image manquante Téléverser                                                         |
| Église Saint-Firmin de Lempire-aux-Bois                                            | Landrecourt-Lempire          |         | 49° 05′ 51″ nord, 5° 18′ 58″ est |                |                                                        |             | Église Saint-Firmin de Lempire-aux-Bois                                            |
| Église Saint-Maurice de Landrecourt                                                | Landrecourt-Lempire          |         | 49° 06′ 13″ nord, 5° 20′ 52″ est |                |                                                        |             | Église Saint-Maurice de Landrecourt                                                |
| Église Saint-Nicolas de Laneuville-au-Rupt                                         | Laneuville-au-Rupt           |         | 48° 42′ 16″ nord, 5° 35′ 10″ est |                |                                                        |             | Église Saint-Nicolas de Laneuville-au-Rupt                                         |
| Église Saint-Nicolas de Laneuville-sur-Meuse                                       | Laneuville-sur-Meuse         |         | 49° 29′ 30″ nord, 5° 09′ 49″ est | « PA00106549 » | Inscrit MH                                             | 1981        | Église Saint-Nicolas de Laneuville-sur-Meuse                                       |
| Église Saint-Pantaléon de Lanhères                                                 | Lanhères                     |         | 49° 12′ 21″ nord, 5° 42′ 50″ est | « IA00036942 » |                                                        |             | Église Saint-Pantaléon de Lanhères                                                 |
| Église Saint-Augustin de Latour-en-Woëvre                                          | Latour-en-Woëvre             |         | 49° 05′ 14″ nord, 5° 48′ 47″ est | « IA00036532 » |                                                        |             | Église Saint-Augustin de Latour-en-Woëvre                                          |
| Église Saint-Maurice de Lavallée                                                   | Lavallée                     |         | 48° 48′ 50″ nord, 5° 20′ 36″ est |                |                                                        |             | Église Saint-Maurice de Lavallée                                                   |
| Église Saint-Louvent de Lavincourt                                                 | Lavincourt                   |         | 48° 39′ 39″ nord, 5° 09′ 06″ est |                |                                                        |             | Église Saint-Louvent de Lavincourt                                                 |
| Église Saint-Martin de Lavoye                                                      | Lavoye                       |         | 49° 02′ 42″ nord, 5° 08′ 27″ est |                |                                                        |             | Image manquante Téléverser                                                         |
| Église Saint-Èvre du Bouchon-sur-Saulx                                             | Le Bouchon-sur-Saulx         |         | 48° 37′ 03″ nord, 5° 13′ 53″ est |                |                                                        |             | Église Saint-Èvre du Bouchon-sur-Saulx                                             |
| Église Saint-Charles du Claon                                                      | Le Claon                     |         | 49° 08′ 36″ nord, 4° 58′ 26″ est |                |                                                        |             | Église Saint-Charles du Claon                                                      |
| Église Saint-François-d'Assise du Neufour                                          | Le Neufour                   |         | 49° 07′ 57″ nord, 4° 58′ 56″ est |                |                                                        |             | Église Saint-François-d'Assise du Neufour                                          |
| Église Saint-Laurent de Lemmes                                                     | Lemmes                       |         | 49° 04′ 03″ nord, 5° 17′ 08″ est |                |                                                        |             | Église Saint-Laurent de Lemmes                                                     |
| Église Saint-Michel de Condé-en-Barrois                                            | Les Hauts-de-Chée            |         | 48° 52′ 09″ nord, 5° 10′ 27″ est | « PA00106683 » | Classé MH                                              | 1994        | Église Saint-Michel de Condé-en-Barrois                                            |
| Église Saint-Amand de Louppy-sur-Chée                                              | Les Hauts-de-Chée            |         | 48° 51′ 50″ nord, 5° 08′ 00″ est | « PA00106561 » | Classé MH                                              | 1921        | Église Saint-Amand de Louppy-sur-Chée                                              |
| Église Saint-Médard de Marat-la-Grande                                             | Les Hauts-de-Chée            |         | 48° 52′ 50″ nord, 5° 12′ 34″ est |                |                                                        |             | Église Saint-Médard de Marat-la-Grande                                             |
| Église Saint-Remi de Hargeville-sur-Chée                                           | Les Hauts-de-Chée            |         | 48° 50′ 43″ nord, 5° 10′ 55″ est |                |                                                        |             | Image manquante Téléverser                                                         |
| Église de la Nativité-de-la-Bienheureuse-Vierge-Marie des Islettes                 | Les Islettes                 |         | 49° 06′ 39″ nord, 5° 00′ 18″ est |                |                                                        |             | Église de la Nativité-de-la-Bienheureuse-Vierge-Marie des Islettes                 |
| Église Saint-Laurent des Senades                                                   | Les Islettes                 |         | 49° 05′ 49″ nord, 4° 59′ 56″ est |                |                                                        |             | Église Saint-Laurent des Senades                                                   |
| Église Saint-Pierre-et-Saint-Paul des Monthairons                                  | Les Monthairons              |         | 49° 02′ 58″ nord, 5° 24′ 44″ est |                |                                                        |             | Église Saint-Pierre-et-Saint-Paul des Monthairons                                  |
| Église de l'Assomption des Paroches                                                | Les Paroches                 |         | 48° 54′ 32″ nord, 5° 30′ 53″ est |                |                                                        |             | Église de l'Assomption des Paroches                                                |
| Église de la Nativité-de-la-Vierge des Roises                                      | Les Roises                   |         | 48° 27′ 20″ nord, 5° 38′ 28″ est |                |                                                        |             | Église de la Nativité-de-la-Vierge des Roises                                      |
| Église Saint-Airy de Souhesmes-la-Grande                                           | Les Souhesmes-Rampont        |         | 49° 04′ 57″ nord, 5° 15′ 12″ est |                |                                                        |             | Église Saint-Airy de Souhesmes-la-Grande                                           |
| Église Saint-Pierre-ès-Liens de Rampont                                            | Les Souhesmes-Rampont        |         | 49° 06′ 05″ nord, 5° 13′ 10″ est |                |                                                        |             | Église Saint-Pierre-ès-Liens de Rampont                                            |
| Église de l'Immaculée-Conception de Rignaucourt                                    | Les Trois-Domaines           |         | 48° 58′ 00″ nord, 5° 15′ 45″ est |                |                                                        |             | Image manquante Téléverser                                                         |
| Église Saint-Alban de Mondrecourt                                                  | Les Trois-Domaines           |         | 48° 58′ 53″ nord, 5° 16′ 56″ est |                |                                                        |             | Image manquante Téléverser                                                         |
| Église Saint-Remi d'Issoncourt                                                     | Les Trois-Domaines           |         | 48° 58′ 02″ nord, 5° 17′ 15″ est |                |                                                        |             | Image manquante Téléverser                                                         |
| Église Saint-Martin des Éparges                                                    | Les Éparges                  |         | 49° 03′ 51″ nord, 5° 35′ 39″ est | « IA00036466 » |                                                        |             | Église Saint-Martin des Éparges                                                    |
| Église Saint-Martin de Levoncourt                                                  | Levoncourt                   |         | 48° 49′ 26″ nord, 5° 21′ 06″ est |                |                                                        |             | Église Saint-Martin de Levoncourt                                                  |
| Église de l'Assomption de Lignières-sur-Aire                                       | Lignières-sur-Aire           |         | 48° 48′ 32″ nord, 5° 22′ 55″ est |                |                                                        |             | Église de l'Assomption de Lignières-sur-Aire                                       |
| Église Notre-Dame-des-Vertus de Ligny-en-Barrois                                   | Ligny-en-Barrois             |         | 48° 41′ 16″ nord, 5° 19′ 22″ est | « PA00106551 » | Inscrit MH                                             | 1928        | Église Notre-Dame-des-Vertus de Ligny-en-Barrois                                   |
| Église Saint-Julien de Liny-devant-Dun                                             | Liny-devant-Dun              |         | 49° 21′ 22″ nord, 5° 11′ 40″ est | « PA00106556 » | Classé MH                                              | 1921        | Église Saint-Julien de Liny-devant-Dun                                             |
| Église Saint-Germain de Lion-devant-Dun                                            | Lion-devant-Dun              |         | 49° 24′ 41″ nord, 5° 13′ 45″ est |                |                                                        |             | Église Saint-Germain de Lion-devant-Dun                                            |
| Église Saint-Christophe de Lisle-en-Barrois                                        | Lisle-en-Barrois             |         | 48° 53′ 46″ nord, 5° 07′ 35″ est |                |                                                        |             | Église Saint-Christophe de Lisle-en-Barrois                                        |
| Église Saint-Remi de Lissey                                                        | Lissey                       |         | 49° 22′ 20″ nord, 5° 20′ 47″ est | « IA00049049 » |                                                        |             | Église Saint-Remi de Lissey                                                        |
| Église Saint-Remi de Loisey                                                        | Loisey                       |         | 48° 45′ 54″ nord, 5° 17′ 04″ est |                |                                                        |             | Église Saint-Remi de Loisey                                                        |
| Église Saint-Laurent de Loison                                                     | Loison                       |         | 49° 18′ 39″ nord, 5° 36′ 46″ est |                |                                                        |             | Église Saint-Laurent de Loison                                                     |
| Église Saint-Martin de Longchamps-sur-Aire                                         | Longchamps-sur-Aire          |         | 48° 54′ 37″ nord, 5° 18′ 28″ est |                |                                                        |             | Image manquante Téléverser                                                         |
| Église Saint-Gengoult de Longeaux                                                  | Longeaux                     |         | 48° 38′ 43″ nord, 5° 20′ 25″ est |                |                                                        |             | Église Saint-Gengoult de Longeaux                                                  |
| Église Saint-Hilaire de Longeville-en-Barrois                                      | Longeville-en-Barrois        |         | 48° 44′ 24″ nord, 5° 12′ 37″ est | « PA00106560 » | Classé MH                                              | 1990        | Église Saint-Hilaire de Longeville-en-Barrois                                      |
| Église Saint-Pierre de Loupmont                                                    | Loupmont                     |         | 48° 52′ 12″ nord, 5° 40′ 23″ est |                |                                                        |             | Église Saint-Pierre de Loupmont                                                    |
| Église Saint-Timothée-et-Saint-Apollinaire de Louppy-le-Château                    | Louppy-le-Château            |         | 48° 52′ 03″ nord, 5° 04′ 31″ est |                |                                                        |             | Image manquante Téléverser                                                         |
| Église Saint-Martin de Louppy-sur-Loison                                           | Louppy-sur-Loison            |         | 49° 26′ 43″ nord, 5° 20′ 55″ est | « IA00065138 » |                                                        |             | Église Saint-Martin de Louppy-sur-Loison                                           |
| Église Saint-Pierre-ès-Liens de Louvemont-Côte-du-Poivre                           | Louvemont-Côte-du-Poivre     |         | à géolocaliser                   |                |                                                        |             | Image manquante Téléverser                                                         |
| Église Saint-Martin de Luzy-Saint-Martin                                           | Luzy-Saint-Martin            |         | 49° 31′ 27″ nord, 5° 09′ 22″ est |                |                                                        |             | Image manquante Téléverser                                                         |
| Église Sainte-Walburge de Lérouville                                               | Lérouville                   |         | 48° 47′ 28″ nord, 5° 32′ 44″ est |                |                                                        |             | Église Sainte-Walburge de Lérouville                                               |
| Église Saint-Florentin de Maizeray                                                 | Maizeray                     |         | 49° 06′ 09″ nord, 5° 42′ 06″ est |                |                                                        |             | Église Saint-Florentin de Maizeray                                                 |
| Église Saint-Étienne de Maizey                                                     | Maizey                       |         | 48° 55′ 32″ nord, 5° 30′ 32″ est |                |                                                        |             | Église Saint-Étienne de Maizey                                                     |
| Église Saint-Martin de Malancourt                                                  | Malancourt                   |         | 49° 14′ 27″ nord, 5° 10′ 55″ est |                |                                                        |             | Église Saint-Martin de Malancourt                                                  |
| Église Saint-Remi de Mandres-en-Barrois                                            | Mandres-en-Barrois           |         | 48° 29′ 25″ nord, 5° 23′ 30″ est |                |                                                        |             | Image manquante Téléverser                                                         |
| Église Saint-Rémi de Mangiennes                                                    | Mangiennes                   |         | 49° 21′ 17″ nord, 5° 31′ 37″ est |                |                                                        |             | Église Saint-Rémi de Mangiennes                                                    |
| Église de l'Assomption de Manheulles                                               | Manheulles                   |         | 49° 06′ 38″ nord, 5° 35′ 54″ est | « IA00036541 » |                                                        |             | Église de l'Assomption de Manheulles                                               |
| Église Saint-Pierre de Marchéville-en-Woëvre                                       | Marchéville-en-Woëvre        |         | 49° 05′ 23″ nord, 5° 40′ 51″ est | « IA00036545 » |                                                        |             | Église Saint-Pierre de Marchéville-en-Woëvre                                       |
| Église Saint-Saintin de Marre                                                      | Marre                        |         | 49° 12′ 40″ nord, 5° 18′ 11″ est | « IA00036830 » |                                                        |             | Église Saint-Saintin de Marre                                                      |
| Église Saint-Sylvestre de Marson-sur-Barboure                                      | Marson-sur-Barboure          |         | 48° 38′ 26″ nord, 5° 26′ 46″ est |                |                                                        |             | Église Saint-Sylvestre de Marson-sur-Barboure                                      |
| Église de l'Invention-de-la-Sainte-Croix de Martincourt-sur-Meuse                  | Martincourt-sur-Meuse        |         | 49° 32′ 04″ nord, 5° 10′ 22″ est |                |                                                        |             | Église de l'Invention-de-la-Sainte-Croix de Martincourt-sur-Meuse                  |
| Église Saint-Nicolas de Marville                                                   | Marville                     |         | 49° 27′ 13″ nord, 5° 27′ 31″ est | « PA00106567 » | Classé MH                                              | 1920        | Église Saint-Nicolas de Marville                                                   |
| Église Saint-Remi de Maucourt-sur-Orne                                             | Maucourt-sur-Orne            |         | 49° 14′ 53″ nord, 5° 30′ 26″ est |                |                                                        |             | Église Saint-Remi de Maucourt-sur-Orne                                             |
| Église Saint-Georges de Maulan                                                     | Maulan                       |         | 48° 40′ 06″ nord, 5° 15′ 10″ est |                |                                                        |             | Église Saint-Georges de Maulan                                                     |
| Église Saint-Pantaléon de Mauvages                                                 | Mauvages                     |         | 48° 35′ 39″ nord, 5° 33′ 19″ est | « PA00106581 » | Inscrit MH Portail roman                               | 1935        | Église Saint-Pantaléon de Mauvages                                                 |
| Église Saint-Pierre-et-Saint-Paul de Maxey-sur-Vaise                               | Maxey-sur-Vaise              |         | 48° 32′ 14″ nord, 5° 40′ 03″ est |                |                                                        |             | Église Saint-Pierre-et-Saint-Paul de Maxey-sur-Vaise                               |
| Église Saint-Pierre-ès-Liens de Menaucourt                                         | Menaucourt                   |         | 48° 38′ 59″ nord, 5° 21′ 21″ est |                |                                                        |             | Église Saint-Pierre-ès-Liens de Menaucourt                                         |
| Église Saint-Christophe de Merles-sur-Loison                                       | Merles-sur-Loison            |         | 49° 22′ 43″ nord, 5° 28′ 50″ est | « IA00049197 » |                                                        |             | Église Saint-Christophe de Merles-sur-Loison                                       |
| Église Saint-Pierre-ès-Liens de Milly-sur-Bradon                                   | Milly-sur-Bradon             |         | 49° 23′ 56″ nord, 5° 12′ 17″ est |                |                                                        |             | Église Saint-Pierre-ès-Liens de Milly-sur-Bradon                                   |
| Église Saint-Martin de Mogeville                                                   | Mogeville                    |         | 49° 14′ 32″ nord, 5° 31′ 50″ est |                |                                                        |             | Église Saint-Martin de Mogeville                                                   |
| Église Saint-Remi de Mognéville                                                    | Mognéville                   |         | 48° 46′ 58″ nord, 5° 00′ 20″ est | « PA00106583 » | Classé MH                                              | 1968        | Église Saint-Remi de Mognéville                                                    |
| Église Saint-Barthélemy de Crépion                                                 | Moirey-Flabas-Crépion        |         | 49° 18′ 31″ nord, 5° 23′ 21″ est |                |                                                        |             | Église Saint-Barthélemy de Crépion                                                 |
| Église Saint-Maur de Flabas                                                        | Moirey-Flabas-Crépion        |         | 49° 17′ 36″ nord, 5° 23′ 52″ est | « IA00049214 » |                                                        |             | Église Saint-Maur de Flabas                                                        |
| Église Saint-Michel de Moirey                                                      | Moirey-Flabas-Crépion        |         | 49° 18′ 21″ nord, 5° 24′ 06″ est |                |                                                        |             | Église Saint-Michel de Moirey                                                      |
| Église Notre-Dame de Mont-devant-Sassey                                            | Mont-devant-Sassey           |         | 49° 24′ 44″ nord, 5° 09′ 58″ est | « PA00106585 » | Classé MH                                              | 1875        | Église Notre-Dame de Mont-devant-Sassey                                            |
| Église de l'Assomption de Mont-devant-Sassey                                       | Mont-devant-Sassey           |         | 49° 24′ 44″ nord, 5° 09′ 58″ est |                |                                                        |             | Image manquante Téléverser                                                         |
| Église Saint-Martin de Montblainville                                              | Montblainville               |         | 49° 14′ 51″ nord, 5° 00′ 47″ est |                |                                                        |             | Image manquante Téléverser                                                         |
| Église Saint-Laurent de Montfaucon-d'Argonne                                       | Montfaucon-d'Argonne         |         | 49° 16′ 18″ nord, 5° 08′ 02″ est |                |                                                        |             | Église Saint-Laurent de Montfaucon-d'Argonne                                       |
| Collégiale Saint-Germain de Montfaucon                                             | Montfaucon-d'Argonne         |         | 49° 16′ 23″ nord, 5° 08′ 29″ est |                |                                                        |             | Collégiale Saint-Germain de Montfaucon                                             |
| Église Saint-Pierre-ès-Liens de Montiers-sur-Saulx                                 | Montiers-sur-Saulx           |         | 48° 31′ 55″ nord, 5° 16′ 06″ est |                |                                                        |             | Église Saint-Pierre-ès-Liens de Montiers-sur-Saulx                                 |
| Église Saint-Martin de Montigny-devant-Sassey                                      | Montigny-devant-Sassey       |         | 49° 26′ 00″ nord, 5° 09′ 05″ est |                |                                                        |             | Église Saint-Martin de Montigny-devant-Sassey                                      |
| Église Saint-André de Montigny-lès-Vaucouleurs                                     | Montigny-lès-Vaucouleurs     |         | 48° 35′ 16″ nord, 5° 37′ 56″ est | « IA00121114 » |                                                        |             | Église Saint-André de Montigny-lès-Vaucouleurs                                     |
| Église Saint-Martin de Montmédy                                                    | Montmédy                     |         | 49° 31′ 03″ nord, 5° 21′ 42″ est | « PA00106589 » | Classé MH                                              | 1932        | Église Saint-Martin de Montmédy                                                    |
| Église Saint-Martin de Fresnois                                                    | Montmédy                     |         | 49° 31′ 58″ nord, 5° 23′ 23″ est | « IA00065144 » |                                                        |             | Église Saint-Martin de Fresnois                                                    |
| Église de la Nativité d'Iré-les-Prés                                               | Montmédy                     |         | 49° 30′ 22″ nord, 5° 22′ 42″ est |                |                                                        |             | Église de la Nativité d'Iré-les-Prés                                               |
| Église Saint-Bernard de Montmédy                                                   | Montmédy                     |         | 49° 31′ 08″ nord, 5° 22′ 03″ est |                |                                                        |             | Église Saint-Bernard de Montmédy                                                   |
| Église Saint-Remi de Montplonne                                                    | Montplonne                   |         | 48° 41′ 17″ nord, 5° 10′ 09″ est |                |                                                        |             | Église Saint-Remi de Montplonne                                                    |
| Église Sainte-Lucie de Montsec                                                     | Montsec                      |         | 48° 53′ 27″ nord, 5° 43′ 12″ est |                |                                                        |             | Image manquante Téléverser                                                         |
| Église de la Nativité-de-la-Sainte-Vierge de Montzéville                           | Montzéville                  |         | 49° 11′ 33″ nord, 5° 13′ 17″ est | « IA00036835 » |                                                        |             | Église de la Nativité-de-la-Sainte-Vierge de Montzéville                           |
| Église Saint-Jean-Baptiste de Moranville                                           | Moranville                   |         | 49° 10′ 26″ nord, 5° 32′ 46″ est | « IA00036955 » |                                                        |             | Église Saint-Jean-Baptiste de Moranville                                           |
| Église Saint-Christophe de Morgemoulin                                             | Morgemoulin                  |         | 49° 14′ 01″ nord, 5° 34′ 47″ est | « IA00036957 » |                                                        |             | Église Saint-Christophe de Morgemoulin                                             |
| Église Saint-Pierre de Morley                                                      | Morley                       |         | 48° 34′ 40″ nord, 5° 14′ 47″ est |                |                                                        |             | Église Saint-Pierre de Morley                                                      |
| Église Saint-Genès de Mouilly                                                      | Mouilly                      |         | 49° 03′ 04″ nord, 5° 32′ 01″ est | « IA00036552 » |                                                        |             | Église Saint-Genès de Mouilly                                                      |
| Église Saint-Pierre-ès-Liens de Moulainville                                       | Moulainville                 |         | 49° 09′ 47″ nord, 5° 29′ 44″ est |                |                                                        |             | Église Saint-Pierre-ès-Liens de Moulainville                                       |
| Église Saint-Hubert de Moulins-Saint-Hubert                                        | Moulins-Saint-Hubert         |         | 49° 34′ 47″ nord, 5° 07′ 23″ est |                |                                                        |             | Église Saint-Hubert de Moulins-Saint-Hubert                                        |
| Église Saint-Pierre-et-Saint-Paul de Mouzay                                        | Mouzay                       |         | 49° 27′ 47″ nord, 5° 13′ 05″ est |                |                                                        |             | Image manquante Téléverser                                                         |
| Église de la Présentation-de-la-Bienheureuse-Vierge-Marie de Murvaux               | Murvaux                      |         | 49° 23′ 26″ nord, 5° 14′ 39″ est |                |                                                        |             | Image manquante Téléverser                                                         |
| Église Saint-Firmin de Muzeray                                                     | Muzeray                      |         | 49° 20′ 18″ nord, 5° 37′ 21″ est |                |                                                        |             | Église Saint-Firmin de Muzeray                                                     |
| Église Saint-Èvre de Mécrin                                                        | Mécrin                       |         | 48° 49′ 30″ nord, 5° 32′ 00″ est |                |                                                        |             | Église Saint-Èvre de Mécrin                                                        |
| Église Saint-Èvre de Méligny-le-Grand                                              | Méligny-le-Grand             |         | 48° 40′ 37″ nord, 5° 29′ 30″ est |                |                                                        |             | Église Saint-Èvre de Méligny-le-Grand                                              |
| Église de l'Invention-de-Saint-Étienne de Méligny-le-Petit                         | Méligny-le-Petit             |         | 48° 39′ 38″ nord, 5° 28′ 01″ est |                |                                                        |             | Église de l'Invention-de-Saint-Étienne de Méligny-le-Petit                         |
| Église Saint-Vannes de Ménil-aux-Bois                                              | Ménil-aux-Bois               |         | 48° 48′ 19″ nord, 5° 26′ 40″ est |                |                                                        |             | Église Saint-Vannes de Ménil-aux-Bois                                              |
| Église Saint-Bénigne de Ménil-la-Horgne                                            | Ménil-la-Horgne              |         | 48° 42′ 11″ nord, 5° 31′ 32″ est |                |                                                        |             | Église Saint-Bénigne de Ménil-la-Horgne                                            |
| Église Notre-Dame de Ménil-sur-Saulx                                               | Ménil-sur-Saulx              |         | 48° 37′ 38″ nord, 5° 12′ 58″ est | « PA55000009 » | Inscrit MH                                             | 1997        | Église Notre-Dame de Ménil-sur-Saulx                                               |
| Église Saint-Maurice-de-Naives de Naives-Rosières                                  | Naives-Rosières              |         | 48° 47′ 42″ nord, 5° 13′ 05″ est | « PA00106594 » | Inscrit MH                                             | 1989        | Église Saint-Maurice-de-Naives de Naives-Rosières                                  |
| Église Saint-Pierre de Rosières-devant-Bar                                         | Naives-Rosières              |         | 48° 47′ 57″ nord, 5° 13′ 49″ est |                |                                                        |             | Église Saint-Pierre de Rosières-devant-Bar                                         |
| Église Saint-Martin de Naives-en-Blois                                             | Naives-en-Blois              |         | 48° 39′ 41″ nord, 5° 32′ 48″ est |                |                                                        |             | Église Saint-Martin de Naives-en-Blois                                             |
| Église Saint-Martin de Naix-aux-Forges                                             | Naix-aux-Forges              |         | 48° 38′ 13″ nord, 5° 22′ 35″ est |                |                                                        |             | Image manquante Téléverser                                                         |
| Église Saint-Amand de Nant-le-Grand                                                | Nant-le-Grand                |         | 48° 40′ 39″ nord, 5° 13′ 35″ est |                |                                                        |             | Image manquante Téléverser                                                         |
| Église Saint-Martin de Nant-le-Petit                                               | Nant-le-Petit                |         | 48° 39′ 18″ nord, 5° 12′ 51″ est |                |                                                        |             | Église Saint-Martin de Nant-le-Petit                                               |
| Église de la Nativité-de-la-Bienheureuse-Vierge-Marie de Nantillois                | Nantillois                   |         | 49° 17′ 54″ nord, 5° 08′ 17″ est |                |                                                        |             | Église de la Nativité-de-la-Bienheureuse-Vierge-Marie de Nantillois                |
| Église Saint-Remi de Nantois                                                       | Nantois                      |         | 48° 38′ 13″ nord, 5° 21′ 05″ est |                |                                                        |             | Image manquante Téléverser                                                         |
| Église Saint-Èvre de Nançois-le-Grand                                              | Nançois-le-Grand             |         | 48° 42′ 54″ nord, 5° 22′ 58″ est |                |                                                        |             | Église Saint-Èvre de Nançois-le-Grand                                              |
| Église Saint-Remi de Nançois-sur-Ornain                                            | Nançois-sur-Ornain           |         | 48° 42′ 42″ nord, 5° 17′ 58″ est |                |                                                        |             | Église Saint-Remi de Nançois-sur-Ornain                                            |
| Église Saint-Maximin de Nepvant                                                    | Nepvant                      |         | 49° 32′ 19″ nord, 5° 13′ 25″ est |                |                                                        |             | Église Saint-Maximin de Nepvant                                                    |
| Église Saint-Rémy de Nettancourt                                                   | Nettancourt                  |         | 48° 52′ 27″ nord, 4° 56′ 20″ est | « PA00106598 » | Classé MH                                              | 1913        | Église Saint-Rémy de Nettancourt                                                   |
| Église Saint-André de Neuville-en-Verdunois                                        | Neuville-en-Verdunois        |         | 48° 56′ 37″ nord, 5° 17′ 53″ est |                |                                                        |             | Église Saint-André de Neuville-en-Verdunois                                        |
| Église Saint-Amand de Neuville-lès-Vaucouleurs                                     | Neuville-lès-Vaucouleurs     |         | 48° 34′ 40″ nord, 5° 40′ 24″ est | « IA00121083 » |                                                        |             | Image manquante Téléverser                                                         |
| Église Saint-Martin de Neuville-sur-Ornain                                         | Neuville-sur-Ornain          |         | 48° 49′ 23″ nord, 5° 02′ 41″ est |                |                                                        |             | Église Saint-Martin de Neuville-sur-Ornain                                         |
| Église Saints-Pierre-et-Paul de Neuvilly-en-Argonne                                | Neuvilly-en-Argonne          |         | 49° 09′ 41″ nord, 5° 03′ 35″ est |                |                                                        |             | Image manquante Téléverser                                                         |
| Église de la Nativité-de-la-Vierge de Nicey-sur-Aire                               | Nicey-sur-Aire               |         | 48° 53′ 13″ nord, 5° 19′ 53″ est |                |                                                        |             | Église de la Nativité-de-la-Vierge de Nicey-sur-Aire                               |
| Église Saint-Léger de Nixéville                                                    | Nixéville-Blercourt          |         | 49° 06′ 38″ nord, 5° 16′ 20″ est |                |                                                        |             | Église Saint-Léger de Nixéville                                                    |
| Église Saint-Pierre-ès-Liens de Blercourt                                          | Nixéville-Blercourt          |         | 49° 06′ 45″ nord, 5° 14′ 16″ est |                |                                                        |             | Église Saint-Pierre-ès-Liens de Blercourt                                          |
| Église Saint-Evre de Nonsard                                                       | Nonsard-Lamarche             |         | 48° 55′ 51″ nord, 5° 45′ 48″ est |                |                                                        |             | Église Saint-Evre de Nonsard                                                       |
| Église ruinée Saint-Étienne de Nonsard-Lamarche                                    | Nonsard-Lamarche             |         | 48° 56′ 40″ nord, 5° 47′ 03″ est |                |                                                        |             | Image manquante Téléverser                                                         |
| Église Saint-Martin de Nouillonpont                                                | Nouillonpont                 |         | 49° 21′ 29″ nord, 5° 38′ 23″ est |                |                                                        |             | Église Saint-Martin de Nouillonpont                                                |
| Église Saint-Martial d'Auzécourt                                                   | Noyers-Auzécourt             |         | 48° 52′ 59″ nord, 4° 59′ 33″ est |                |                                                        |             | Image manquante Téléverser                                                         |
| Église Saint-Martin de Noyers-le-Val                                               | Noyers-Auzécourt             |         | 48° 53′ 01″ nord, 4° 58′ 18″ est |                |                                                        |             | Image manquante Téléverser                                                         |
| Église Saint-Martin de Nubécourt                                                   | Nubécourt                    |         | 48° 59′ 51″ nord, 5° 10′ 31″ est | « PA00106601 » | Classé MH                                              | 1908        | Église Saint-Martin de Nubécourt                                                   |
| Église Saint-Éloi de Fleury-sur-Aire                                               | Nubécourt                    |         | 49° 01′ 06″ nord, 5° 09′ 37″ est |                |                                                        |             | Église Saint-Éloi de Fleury-sur-Aire                                               |
| Église Saint-Sulpice de Bulainville                                                | Nubécourt                    |         | 48° 59′ 41″ nord, 5° 11′ 10″ est |                |                                                        |             | Image manquante Téléverser                                                         |
| Église Saint-Remi d'Olizy-sur-Chiers                                               | Olizy-sur-Chiers             |         | 49° 33′ 21″ nord, 5° 13′ 15″ est |                |                                                        |             | Église Saint-Remi d'Olizy-sur-Chiers                                               |
| Église Saint-Michel d'Ornes                                                        | Ornes                        |         | 49° 15′ 10″ nord, 5° 28′ 02″ est | « PA55000004 » | Inscrit MH                                             | 1996        | Église Saint-Michel d'Ornes                                                        |
| Église Saint-Martin d'Osches                                                       | Osches                       |         | 49° 02′ 52″ nord, 5° 15′ 21″ est |                |                                                        |             | Image manquante Téléverser                                                         |
| Église Saint-Martin d'Ourches-sur-Meuse                                            | Ourches-sur-Meuse            |         | 48° 39′ 36″ nord, 5° 42′ 01″ est |                |                                                        |             | Église Saint-Martin d'Ourches-sur-Meuse                                            |
| Église Saint-Grégoire-le-Grand de Pagny-la-Blanche-Côte                            | Pagny-la-Blanche-Côte        |         | 48° 32′ 30″ nord, 5° 43′ 15″ est | « IA00121104 » |                                                        |             | Église Saint-Grégoire-le-Grand de Pagny-la-Blanche-Côte                            |
| Église Saint-Remi de Pagny-sur-Meuse                                               | Pagny-sur-Meuse              |         | 48° 41′ 19″ nord, 5° 43′ 03″ est |                |                                                        |             | Église Saint-Remi de Pagny-sur-Meuse                                               |
| Église Saint-Remi de Pareid                                                        | Pareid                       |         | 49° 07′ 04″ nord, 5° 42′ 58″ est | « PA00106602 » | Classé MH                                              | 1911        | Église Saint-Remi de Pareid                                                        |
| Église Saint-Martin de Parfondrupt                                                 | Parfondrupt                  |         | 49° 09′ 25″ nord, 5° 43′ 38″ est | « IA00036963 » |                                                        |             | Église Saint-Martin de Parfondrupt                                                 |
| Église Sainte-Gertrude de Peuvillers                                               | Peuvillers                   |         | 49° 22′ 13″ nord, 5° 23′ 40″ est | « IA00049035 » |                                                        |             | Église Sainte-Gertrude de Peuvillers                                               |
| Église Saint-Remi de Pierrefitte-sur-Aire                                          | Pierrefitte-sur-Aire         |         | 48° 53′ 56″ nord, 5° 19′ 48″ est |                |                                                        |             | Église Saint-Remi de Pierrefitte-sur-Aire                                          |
| Église Saint-Médard de Pillon                                                      | Pillon                       |         | 49° 22′ 34″ nord, 5° 34′ 28″ est |                |                                                        |             | Église Saint-Médard de Pillon                                                      |
| Église de l'Assomption de Pintheville                                              | Pintheville                  |         | 49° 06′ 33″ nord, 5° 39′ 48″ est | « IA00036567 » |                                                        |             | Église de l'Assomption de Pintheville                                              |
| Église Saint-Gérard de Pont-sur-Meuse                                              | Pont-sur-Meuse               |         | 48° 48′ 08″ nord, 5° 32′ 48″ est |                |                                                        |             | Église Saint-Gérard de Pont-sur-Meuse                                              |
| Église Saint-Martin de Pouilly-sur-Meuse                                           | Pouilly-sur-Meuse            |         | 49° 32′ 25″ nord, 5° 06′ 32″ est |                |                                                        |             | Église Saint-Martin de Pouilly-sur-Meuse                                           |
| Église Saint-Balzème de Pretz-en-Argonne                                           | Pretz-en-Argonne             |         | 48° 57′ 28″ nord, 5° 08′ 55″ est |                |                                                        |             | Église Saint-Balzème de Pretz-en-Argonne                                           |
| Église Saint-Martin de Quincy-Landzécourt                                          | Quincy-Landzécourt           |         | 49° 29′ 38″ nord, 5° 17′ 51″ est |                |                                                        |             | Image manquante Téléverser                                                         |
| Église Saint-Èvre de Rosnes                                                        | Raival                       |         | 48° 52′ 13″ nord, 5° 16′ 05″ est |                |                                                        |             | Image manquante Téléverser                                                         |
| Église Saint-Martin d'Érize-la-Grande                                              | Raival                       |         | 48° 54′ 01″ nord, 5° 14′ 12″ est |                |                                                        |             | Église Saint-Martin d'Érize-la-Grande                                              |
| Église Notre-Dame de Benoîte-Vaux                                                  | Rambluzin-et-Benoite-Vaux    |         | 48° 58′ 40″ nord, 5° 21′ 03″ est | « PA00106603 » | Classé MH                                              | 1983        | Église Notre-Dame de Benoîte-Vaux                                                  |
| Église Saint-Simplice de Rambluzin                                                 | Rambluzin-et-Benoite-Vaux    |         | 48° 59′ 46″ nord, 5° 20′ 06″ est |                |                                                        |             | Église Saint-Simplice de Rambluzin                                                 |
| Église Saint-Martin de Rambucourt                                                  | Rambucourt                   |         | 48° 50′ 36″ nord, 5° 45′ 21″ est |                |                                                        |             | Église Saint-Martin de Rambucourt                                                  |
| Église Saint-Médard de Rancourt-sur-Ornain                                         | Rancourt-sur-Ornain          |         | 48° 49′ 32″ nord, 4° 54′ 45″ est | « PA00106604 » | Classé MH                                              | 1994        | Église Saint-Médard de Rancourt-sur-Ornain                                         |
| Église Saint-Étienne de Ranzières                                                  | Ranzières                    |         | 49° 01′ 07″ nord, 5° 29′ 35″ est |                |                                                        |             | Église Saint-Étienne de Ranzières                                                  |
| Église Saint-Amand de Rarécourt                                                    | Rarécourt                    |         | 49° 04′ 37″ nord, 5° 07′ 25″ est |                |                                                        |             | Église Saint-Amand de Rarécourt                                                    |
| Église Saint-Rémi de Reffroy                                                       | Reffroy                      |         | 48° 37′ 52″ nord, 5° 27′ 58″ est |                |                                                        |             | Image manquante Téléverser                                                         |
| Église Saint-Martin de Regnéville-sur-Meuse                                        | Regnéville-sur-Meuse         |         | 49° 15′ 13″ nord, 5° 19′ 34″ est |                |                                                        |             | Église Saint-Martin de Regnéville-sur-Meuse                                        |
| Église Saint-Louvent de Rembercourt-aux-Pots                                       | Rembercourt-Sommaisne        |         | 48° 54′ 35″ nord, 5° 10′ 49″ est | « PA00106605 » | Classé MH                                              | 1840        | Église Saint-Louvent de Rembercourt-aux-Pots                                       |
| Église Saint-Louvent de Remennecourt                                               | Remennecourt                 |         | 48° 48′ 07″ nord, 4° 55′ 12″ est |                |                                                        |             | Église Saint-Louvent de Remennecourt                                               |
| Église Saint-Jacques de Remoiville                                                 | Remoiville                   |         | 49° 26′ 36″ nord, 5° 21′ 36″ est | « IA00065225 » |                                                        |             | Église Saint-Jacques de Remoiville                                                 |
| Église Saint-Rémi de Resson                                                        | Resson                       |         | 48° 46′ 12″ nord, 5° 13′ 50″ est | « PA00106607 » | Classé MH                                              | 1990        | Église Saint-Rémi de Resson                                                        |
| Église Saint-Pierre-et-Saint-Paul de Revigny-sur-Ornain                            | Revigny-sur-Ornain           |         | 48° 49′ 49″ nord, 4° 59′ 03″ est | « PA00106608 » | Classé MH                                              | 1908        | Église Saint-Pierre-et-Saint-Paul de Revigny-sur-Ornain                            |
| Église Saint-Joseph de la Tuilerie                                                 | Revigny-sur-Ornain           |         | 48° 49′ 13″ nord, 4° 59′ 09″ est |                |                                                        |             | Église Saint-Joseph de la Tuilerie                                                 |
| Église Saint-Jean-Baptiste de Riaville                                             | Riaville                     |         | 49° 06′ 09″ nord, 5° 40′ 05″ est | « IA00036568 » |                                                        |             | Église Saint-Jean-Baptiste de Riaville                                             |
| Église Saint-Martin de Ribeaucourt                                                 | Ribeaucourt                  |         | 48° 32′ 44″ nord, 5° 21′ 05″ est | « PA00106609 » | Inscrit MH                                             | 1986        | Église Saint-Martin de Ribeaucourt                                                 |
| Église Saint-Georges de Richecourt                                                 | Richecourt                   |         | 48° 52′ 46″ nord, 5° 45′ 45″ est |                |                                                        |             | Église Saint-Georges de Richecourt                                                 |
| Église Saint-Martin de Rigny-Saint-Martin                                          | Rigny-Saint-Martin           |         | 48° 36′ 42″ nord, 5° 42′ 53″ est | « IA00121089 » |                                                        |             | Église Saint-Martin de Rigny-Saint-Martin                                          |
| Église de la Nativité-de-la-Vierge de Rigny-la-Salle                               | Rigny-la-Salle               |         | 48° 37′ 10″ nord, 5° 41′ 45″ est | « IA00121095 » |                                                        |             | Église de la Nativité-de-la-Vierge de Rigny-la-Salle                               |
| Église Saint-Laurent de Robert-Espagne                                             | Robert-Espagne               |         | 48° 44′ 47″ nord, 5° 01′ 59″ est |                |                                                        |             | Église Saint-Laurent de Robert-Espagne                                             |
| Église Saint-Michel de Romagne-sous-Montfaucon                                     | Romagne-sous-Montfaucon      |         | 49° 19′ 56″ nord, 5° 04′ 56″ est |                |                                                        |             | Église Saint-Michel de Romagne-sous-Montfaucon                                     |
| Église Saint-Pierre de Romagne-sous-les-Côtes                                      | Romagne-sous-les-Côtes       |         | 49° 19′ 29″ nord, 5° 28′ 12″ est | « IA00049234 » |                                                        |             | Église Saint-Pierre de Romagne-sous-les-Côtes                                      |
| Église de l'Assomption de Ronvaux                                                  | Ronvaux                      |         | 49° 07′ 49″ nord, 5° 33′ 16″ est | « IA00036569 » |                                                        |             | Église de l'Assomption de Ronvaux                                                  |
| Église Saint-Julien de Rouvres-en-Woëvre                                           | Rouvres-en-Woëvre            |         | 49° 13′ 10″ nord, 5° 41′ 20″ est | « IA00036966 » |                                                        |             | Église Saint-Julien de Rouvres-en-Woëvre                                           |
| Église Saint-Laurent de Rouvrois-sur-Meuse                                         | Rouvrois-sur-Meuse           |         | 48° 56′ 43″ nord, 5° 31′ 11″ est |                |                                                        |             | Église Saint-Laurent de Rouvrois-sur-Meuse                                         |
| Église Saint-Félix de Rouvrois-sur-Othain                                          | Rouvrois-sur-Othain          |         | 49° 22′ 40″ nord, 5° 37′ 52″ est |                |                                                        |             | Église Saint-Félix de Rouvrois-sur-Othain                                          |
| Église Saint-Hyppolyte de Rumont                                                   | Rumont                       |         | 48° 49′ 53″ nord, 5° 16′ 36″ est |                |                                                        |             | Église Saint-Hyppolyte de Rumont                                                   |
| Église Saints-Pierre-et-Paul de Rupt-aux-Nonains                                   | Rupt-aux-Nonains             |         | 48° 40′ 11″ nord, 5° 06′ 48″ est | « PA00106610 » | Inscrit MH                                             | 1970        | Église Saints-Pierre-et-Paul de Rupt-aux-Nonains                                   |
| Église Saint-Hilaire de Rupt-devant-Saint-Mihiel                                   | Rupt-devant-Saint-Mihiel     |         | 48° 52′ 58″ nord, 5° 24′ 17″ est |                |                                                        |             | Image manquante Téléverser                                                         |
| Église de l'Assomption de Rupt-en-Woëvre                                           | Rupt-en-Woëvre               |         | 49° 03′ 12″ nord, 5° 29′ 24″ est | « IA55000182 » |                                                        |             | Église de l'Assomption de Rupt-en-Woëvre                                           |
| Église Saint-Nicolas de Rupt-sur-Othain                                            | Rupt-sur-Othain              |         | 49° 25′ 10″ nord, 5° 29′ 30″ est | « IA00049032 » |                                                        |             | Église Saint-Nicolas de Rupt-sur-Othain                                            |
| Église Saint-Vincent de Récicourt                                                  | Récicourt                    |         | 49° 08′ 28″ nord, 5° 09′ 28″ est |                |                                                        |             | Église Saint-Vincent de Récicourt                                                  |
| Église Saint-Maurice de Récourt-le-Creux                                           | Récourt-le-Creux             |         | 49° 00′ 20″ nord, 5° 23′ 28″ est |                |                                                        |             | Église Saint-Maurice de Récourt-le-Creux                                           |
| Église Saint-Pierre-ès-Liens de Réville-aux-Bois                                   | Réville-aux-Bois             |         | 49° 20′ 51″ nord, 5° 21′ 25″ est | « IA00049024 » |                                                        |             | Image manquante Téléverser                                                         |
| Église Saint-Amand de Saint-Amand-sur-Ornain                                       | Saint-Amand-sur-Ornain       |         | 48° 37′ 33″ nord, 5° 23′ 15″ est |                |                                                        |             | Image manquante Téléverser                                                         |
| Église Saint-André de Saint-André-en-Barrois                                       | Saint-André-en-Barrois       |         | 49° 00′ 50″ nord, 5° 13′ 52″ est |                |                                                        |             | Image manquante Téléverser                                                         |
| Église Saint-Aubin de Saint-Aubin-sur-Aire                                         | Saint-Aubin-sur-Aire         |         | 48° 42′ 22″ nord, 5° 26′ 36″ est |                |                                                        |             | Église Saint-Aubin de Saint-Aubin-sur-Aire                                         |
| Église Saint-Germain de Saint-Germain-sur-Meuse                                    | Saint-Germain-sur-Meuse      |         | 48° 39′ 00″ nord, 5° 41′ 21″ est | « IA00121044 » |                                                        |             | Église Saint-Germain de Saint-Germain-sur-Meuse                                    |
| Église Saint-Hilaire de Saint-Hilaire-en-Woëvre                                    | Saint-Hilaire-en-Woëvre      |         | 49° 04′ 53″ nord, 5° 42′ 19″ est | « IA00036572 » |                                                        |             | Église Saint-Hilaire de Saint-Hilaire-en-Woëvre                                    |
| Église Saint-Jean-Baptiste de Saint-Jean-lès-Buzy                                  | Saint-Jean-lès-Buzy          |         | 49° 09′ 56″ nord, 5° 43′ 44″ est | « IA00036970 » |                                                        |             | Église Saint-Jean-Baptiste de Saint-Jean-lès-Buzy                                  |
| Église Saint-Georges de Saint-Joire                                                | Saint-Joire                  |         | 48° 35′ 45″ nord, 5° 25′ 00″ est | « IA00036201 » |                                                        |             | Église Saint-Georges de Saint-Joire                                                |
| Église Saint-Julien de Saint-Julien-sous-les-Côtes                                 | Saint-Julien-sous-les-Côtes  |         | 48° 49′ 04″ nord, 5° 36′ 50″ est |                |                                                        |             | Image manquante Téléverser                                                         |
| Église Saint-Laurent de Saint-Laurent-sur-Othain                                   | Saint-Laurent-sur-Othain     |         | 49° 23′ 45″ nord, 5° 31′ 49″ est |                |                                                        |             | Église Saint-Laurent de Saint-Laurent-sur-Othain                                   |
| Église Saint-Maurice de Saint-Maurice-sous-les-Côtes                               | Saint-Maurice-sous-les-Côtes |         | 49° 00′ 58″ nord, 5° 40′ 39″ est |                |                                                        |             | Église Saint-Maurice de Saint-Maurice-sous-les-Côtes                               |
| Église Saint-Étienne de Saint-Mihiel                                               | Saint-Mihiel                 |         | 48° 53′ 15″ nord, 5° 32′ 49″ est | « PA00106615 » | Classé MH                                              | 1907        | Église Saint-Étienne de Saint-Mihiel                                               |
| Église abbatiale Saint-Michel de Saint-Mihiel                                      | Saint-Mihiel                 |         | 48° 53′ 21″ nord, 5° 32′ 29″ est | « IA55000175 » |                                                        |             | Église abbatiale Saint-Michel de Saint-Mihiel                                      |
| Église Saint-Remi de Saint-Pierrevillers                                           | Saint-Pierrevillers          |         | 49° 22′ 40″ nord, 5° 41′ 04″ est | « PA00106627 » | Classé MH                                              | 1912        | Église Saint-Remi de Saint-Pierrevillers                                           |
| Église Saint-Remi de Saint-Remy-la-Calonne                                         | Saint-Remy-la-Calonne        |         | 49° 02′ 52″ nord, 5° 36′ 02″ est | « IA00036591 » |                                                        |             | Église Saint-Remi de Saint-Remy-la-Calonne                                         |
| Église Saint-Martin de Salmagne                                                    | Salmagne                     |         | 48° 45′ 05″ nord, 5° 19′ 26″ est |                |                                                        |             | Église Saint-Martin de Salmagne                                                    |
| Église Saint-Remi de Samogneux                                                     | Samogneux                    |         | 49° 15′ 15″ nord, 5° 20′ 16″ est | « IA00036843 » |                                                        |             | Église Saint-Remi de Samogneux                                                     |
| Église Sainte-Lucie de Sampigny                                                    | Sampigny                     |         | 48° 49′ 32″ nord, 5° 30′ 44″ est |                |                                                        |             | Église Sainte-Lucie de Sampigny                                                    |
| Église Saint-Germain de Sassey-sur-Meuse                                           | Sassey-sur-Meuse             |         | 49° 24′ 49″ nord, 5° 11′ 20″ est |                |                                                        |             | Église Saint-Germain de Sassey-sur-Meuse                                           |
| Église Saint-Martin de Saudrupt                                                    | Saudrupt                     |         | 48° 42′ 01″ nord, 5° 04′ 03″ est |                |                                                        |             | Église Saint-Martin de Saudrupt                                                    |
| Église Saint-Denis de Saulmory                                                     | Saulmory-Villefranche        |         | 49° 26′ 03″ nord, 5° 10′ 37″ est |                |                                                        |             | Église Saint-Denis de Saulmory                                                     |
| Église Saint-Denis de Villefranche                                                 | Saulmory-Villefranche        |         | 49° 26′ 39″ nord, 5° 10′ 40″ est |                |                                                        |             | Église Saint-Denis de Villefranche                                                 |
| Église Saint-Christophe de Saulx-en-Barrois                                        | Saulvaux                     |         | 48° 42′ 26″ nord, 5° 28′ 36″ est |                |                                                        |             | Image manquante Téléverser                                                         |
| Église Saint-Julien de Vaux-la-Petite                                              | Saulvaux                     |         | 48° 39′ 49″ nord, 5° 26′ 08″ est |                |                                                        |             | Image manquante Téléverser                                                         |
| Église Saint-Martin de Vaux-la-Grande                                              | Saulvaux                     |         | 48° 41′ 00″ nord, 5° 26′ 43″ est |                |                                                        |             | Image manquante Téléverser                                                         |
| Église de l'Assomption-de-la-Vierge de Saulx-lès-Champlon                          | Saulx-lès-Champlon           |         | 49° 04′ 14″ nord, 5° 39′ 10″ est | « IA00036594 » |                                                        |             | Église de l'Assomption-de-la-Vierge de Saulx-lès-Champlon                          |
| Église Saint-Loup de Sauvigny                                                      | Sauvigny                     |         | 48° 29′ 55″ nord, 5° 42′ 54″ est | « IA00121143 » |                                                        |             | Église Saint-Loup de Sauvigny                                                      |
| Église Saint-Aubin de Sauvoy                                                       | Sauvoy                       |         | 48° 38′ 15″ nord, 5° 36′ 09″ est |                |                                                        |             | Église Saint-Aubin de Sauvoy                                                       |
| Église Saint-Calixte de Savonnières-devant-Bar                                     | Savonnières-devant-Bar       |         | 48° 45′ 22″ nord, 5° 10′ 41″ est | « PA55000010 » | Inscrit MH                                             | 1997        | Église Saint-Calixte de Savonnières-devant-Bar                                     |
| Église Saint-Maurice de Savonnières-en-Perthois                                    | Savonnières-en-Perthois      |         | 48° 36′ 18″ nord, 5° 07′ 55″ est |                |                                                        |             | Église Saint-Maurice de Savonnières-en-Perthois                                    |
| Église de la Nativité-Notre-Dame de Seigneulles                                    | Seigneulles                  |         | 48° 51′ 07″ nord, 5° 13′ 59″ est | « PA00106701 » | Inscrit MH                                             | 1991        | Église de la Nativité-Notre-Dame de Seigneulles                                    |
| Église Saint-Léonard de Senon                                                      | Senon                        |         | 49° 16′ 45″ nord, 5° 38′ 33″ est | « PA00106629 » | Classé MH                                              | 1906        | Église Saint-Léonard de Senon                                                      |
| Église de la Nativité-de-la-Bienheureuse-Vierge-Marie de Senoncourt-les-Maujouy    | Senoncourt-les-Maujouy       |         | 49° 03′ 28″ nord, 5° 19′ 55″ est |                |                                                        |             | Église de la Nativité-de-la-Bienheureuse-Vierge-Marie de Senoncourt-les-Maujouy    |
| Église Saint-Baldéric de Septsarges                                                | Septsarges                   |         | 49° 16′ 48″ nord, 5° 10′ 01″ est |                |                                                        |             | Image manquante Téléverser                                                         |
| Église Saint-Èvre de Sepvigny                                                      | Sepvigny                     |         | 48° 33′ 30″ nord, 5° 41′ 03″ est | « PA00106633 » | Classé MH                                              | 1908        | Église Saint-Èvre de Sepvigny                                                      |
| Église Saint-Nicolas de Triaucourt                                                 | Seuil-d'Argonne              |         | 48° 58′ 42″ nord, 5° 03′ 38″ est | « PA00106634 » | Classé MH                                              | 1941        | Église Saint-Nicolas de Triaucourt                                                 |
| Église de l'Assomption de Senard                                                   | Seuil-d'Argonne              |         | 48° 59′ 00″ nord, 5° 01′ 06″ est |                |                                                        |             | Image manquante Téléverser                                                         |
| Église Saint-Marcel de Seuzey                                                      | Seuzey                       |         | 48° 59′ 14″ nord, 5° 33′ 33″ est |                |                                                        |             | Église Saint-Marcel de Seuzey                                                      |
| Église Saint-Remi de Sivry-la-Perche                                               | Sivry-la-Perche              |         | 49° 08′ 40″ nord, 5° 15′ 04″ est |                |                                                        |             | Église Saint-Remi de Sivry-la-Perche                                               |
| Église Saint-Remi de Sivry-sur-Meuse                                               | Sivry-sur-Meuse              |         | 49° 19′ 11″ nord, 5° 16′ 11″ est |                |                                                        |             | Église Saint-Remi de Sivry-sur-Meuse                                               |
| Église Saint-Jean-Baptiste de Sommedieue                                           | Sommedieue                   |         | 49° 05′ 09″ nord, 5° 27′ 49″ est | « IA55000184 » |                                                        |             | Église Saint-Jean-Baptiste de Sommedieue                                           |
| Église Saint-Didier de Sommeilles                                                  | Sommeilles                   |         | 48° 54′ 06″ nord, 4° 57′ 06″ est |                |                                                        |             | Église Saint-Didier de Sommeilles                                                  |
| Église Saint-Vincent de Sommelonne                                                 | Sommelonne                   |         | 48° 40′ 17″ nord, 5° 02′ 13″ est |                |                                                        |             | Église Saint-Vincent de Sommelonne                                                 |
| Église Saint-Martin de Sorbey                                                      | Sorbey                       |         | 49° 23′ 43″ nord, 5° 34′ 40″ est |                |                                                        |             | Église Saint-Martin de Sorbey                                                      |
| Église Saint-Martin de Sorcy-Saint-Martin                                          | Sorcy-Saint-Martin           |         | 48° 43′ 09″ nord, 5° 38′ 05″ est | « PA00106702 » | Classé MH                                              | 1995        | Église Saint-Martin de Sorcy-Saint-Martin                                          |
| Église Saint-Remi de Sorcy-Saint-Martin                                            | Sorcy-Saint-Martin           |         | 48° 42′ 40″ nord, 5° 38′ 03″ est |                |                                                        |             | Église Saint-Remi de Sorcy-Saint-Martin                                            |
| Église Saint-Martin de Souilly                                                     | Souilly                      |         | 49° 01′ 40″ nord, 5° 17′ 13″ est |                |                                                        |             | Église Saint-Martin de Souilly                                                     |
| Église Saint-Clément d'Ollières                                                    | Spincourt                    |         | 49° 21′ 13″ nord, 5° 43′ 01″ est |                |                                                        |             | Église Saint-Clément d'Ollières                                                    |
| Église Saint-Gorgon d'Houdelaucourt-sur-Othain                                     | Spincourt                    |         | 49° 19′ 09″ nord, 5° 40′ 59″ est |                |                                                        |             | Église Saint-Gorgon d'Houdelaucourt-sur-Othain                                     |
| Église Saint-Hubert d'Haucourt-la-Rigole                                           | Spincourt                    |         | 49° 19′ 07″ nord, 5° 43′ 27″ est |                |                                                        |             | Église Saint-Hubert d'Haucourt-la-Rigole                                           |
| Église Saint-Martin de Réchicourt                                                  | Spincourt                    |         | 49° 20′ 18″ nord, 5° 42′ 34″ est |                |                                                        |             | Église Saint-Martin de Réchicourt                                                  |
| Église Saint-Pierre de Spincourt                                                   | Spincourt                    |         | 49° 19′ 46″ nord, 5° 39′ 59″ est |                |                                                        |             | Église Saint-Pierre de Spincourt                                                   |
| Église Saint-Mathieu de Stainville                                                 | Stainville                   |         | 48° 39′ 16″ nord, 5° 11′ 01″ est | « PA00106703 » | Classé MH                                              | 1994        | Image manquante Téléverser                                                         |
| Abbatiale des Prémontrés de Jovilliers                                             | Stainville                   |         | 48° 37′ 17″ nord, 5° 10′ 47″ est |                |                                                        |             | Image manquante Téléverser                                                         |
| Église Saint-Grégoire de Stenay                                                    | Stenay                       |         | 49° 29′ 33″ nord, 5° 11′ 15″ est |                |                                                        |             | Église Saint-Grégoire de Stenay                                                    |
| Église Saint-Joseph de Cervizy                                                     | Stenay                       |         | 49° 30′ 16″ nord, 5° 11′ 13″ est |                |                                                        |             | Église Saint-Joseph de Cervizy                                                     |
| Église Saint-Gengoult de Taillancourt                                              | Taillancourt                 |         | 48° 31′ 54″ nord, 5° 41′ 38″ est | « IA00121051 » |                                                        |             | Église Saint-Gengoult de Taillancourt                                              |
| Église Saint-Martin de Tannois                                                     | Tannois                      |         | 48° 43′ 33″ nord, 5° 13′ 59″ est |                |                                                        |             | Église Saint-Martin de Tannois                                                     |
| Église Saint-Brice de Thierville-sur-Meuse                                         | Thierville-sur-Meuse         |         | 49° 10′ 22″ nord, 5° 21′ 17″ est | « IA00036846 » |                                                        |             | Église Saint-Brice de Thierville-sur-Meuse                                         |
| Église Saint-Martin de Thillombois                                                 | Thillombois                  |         | 48° 57′ 30″ nord, 5° 24′ 02″ est |                |                                                        |             | Église Saint-Martin de Thillombois                                                 |
| Église Saint-Abdon de Thillot                                                      | Thillot                      |         | 49° 01′ 34″ nord, 5° 40′ 08″ est | « IA00036602 » |                                                        |             | Église Saint-Abdon de Thillot                                                      |
| Église Saint-Martin de Thonne-la-Long                                              | Thonne-la-Long               |         | 49° 33′ 43″ nord, 5° 25′ 29″ est | « IA00065216 » |                                                        |             | Église Saint-Martin de Thonne-la-Long                                              |
| Église Saint-Martin de Thonne-le-Thil                                              | Thonne-le-Thil               |         | 49° 34′ 14″ nord, 5° 21′ 01″ est | « IA00065259 » |                                                        |             | Église Saint-Martin de Thonne-le-Thil                                              |
| Église Saint-Georges de Thonne-les-Près                                            | Thonne-les-Près              |         | 49° 31′ 36″ nord, 5° 21′ 01″ est | « IA00065274 » |                                                        |             | Église Saint-Georges de Thonne-les-Près                                            |
| Église Saint-Hilaire de Thonnelle                                                  | Thonnelle                    |         | 49° 33′ 08″ nord, 5° 21′ 47″ est | « IA00065253 » |                                                        |             | Église Saint-Hilaire de Thonnelle                                                  |
| Église Saint-Saintin de Tilly-sur-Meuse                                            | Tilly-sur-Meuse              |         | 49° 00′ 18″ nord, 5° 26′ 24″ est |                |                                                        |             | Église Saint-Saintin de Tilly-sur-Meuse                                            |
| Église de l'Immaculée-Conception de Tronville-en-Barrois                           | Tronville-en-Barrois         |         | 48° 43′ 14″ nord, 5° 16′ 42″ est | « PA00106642 » | Inscrit MH                                             | 1989        | Église de l'Immaculée-Conception de Tronville-en-Barrois                           |
| Église Saint-Laurent de Troussey                                                   | Troussey                     |         | 48° 42′ 11″ nord, 5° 42′ 05″ est | « PA00106643 » | Inscrit MH                                             | 1989        | Église Saint-Laurent de Troussey                                                   |
| Église Saint-Martin de Troyon                                                      | Troyon                       |         | 49° 00′ 13″ nord, 5° 27′ 53″ est |                |                                                        |             | Église Saint-Martin de Troyon                                                      |
| Église Saint-Menge de Trémont-sur-Saulx                                            | Trémont-sur-Saulx            |         | 48° 44′ 54″ nord, 5° 03′ 23″ est | « PA00106641 » | Classé MH                                              | 1984        | Église Saint-Menge de Trémont-sur-Saulx                                            |
| Église de la Nativité-de-la-Bienheureuse-Vierge-Marie de Trésauvaux                | Trésauvaux                   |         | 49° 04′ 39″ nord, 5° 36′ 26″ est | « IA00036616 » |                                                        |             | Église de la Nativité-de-la-Bienheureuse-Vierge-Marie de Trésauvaux                |
| Église Saint-Hilaire de Tréveray                                                   | Tréveray                     |         | 48° 36′ 36″ nord, 5° 23′ 54″ est | « IA00036215 » |                                                        |             | Église Saint-Hilaire de Tréveray                                                   |
| Église Saint-Loup d'Ugny-sur-Meuse                                                 | Ugny-sur-Meuse               |         | 48° 38′ 24″ nord, 5° 42′ 18″ est | « IA00121056 » |                                                        |             | Église Saint-Loup d'Ugny-sur-Meuse                                                 |
| Église Saint-Martin de Vacherauville                                               | Vacherauville                |         | 49° 13′ 16″ nord, 5° 21′ 33″ est | « IA00035846 » |                                                        |             | Église Saint-Martin de Vacherauville                                               |
| Église de la Nativité-de-la-Bienheureuse-Vierge-Marie de Vadonville                | Vadonville                   |         | 48° 48′ 07″ nord, 5° 31′ 38″ est |                |                                                        |             | Église de la Nativité-de-la-Bienheureuse-Vierge-Marie de Vadonville                |
| Église Saint-Nicolas de Mussey de Val-d'Ornain                                     | Val-d'Ornain                 |         | 48° 48′ 03″ nord, 5° 04′ 01″ est | « PA00106593 » | Inscrit MH                                             | 1994        | Église Saint-Nicolas de Mussey de Val-d'Ornain                                     |
| Église Saint-André de Bussy-la-Côte                                                | Val-d'Ornain                 |         | 48° 48′ 47″ nord, 5° 05′ 07″ est |                |                                                        |             | Église Saint-André de Bussy-la-Côte                                                |
| Église Saint-Martin de Varney                                                      | Val-d'Ornain                 |         | 48° 48′ 32″ nord, 5° 06′ 02″ est |                |                                                        |             | Image manquante Téléverser                                                         |
| Église Saint-Jean-Baptiste de Varvinay                                             | Valbois                      |         | 48° 55′ 57″ nord, 5° 36′ 58″ est |                |                                                        |             | Image manquante Téléverser                                                         |
| Église Saint-Hilaire de Savonnières-en-Woëvre                                      | Valbois                      |         | 48° 55′ 03″ nord, 5° 38′ 23″ est |                |                                                        |             | Image manquante Téléverser                                                         |
| Église Saint-Pierre-ès-Liens de Senonville                                         | Valbois                      |         | 48° 56′ 29″ nord, 5° 35′ 36″ est |                |                                                        |             | Image manquante Téléverser                                                         |
| Église Notre-Dame de Varennes-en-Argonne                                           | Varennes-en-Argonne          |         | 49° 13′ 40″ nord, 5° 02′ 09″ est | « PA00106645 » | Classé MH                                              | 1914        | Église Notre-Dame de Varennes-en-Argonne                                           |
| Église Saint-Laurent de Varnéville                                                 | Varnéville                   |         | 48° 52′ 17″ nord, 5° 39′ 21″ est |                |                                                        |             | Église Saint-Laurent de Varnéville                                                 |
| Église Saint-Pierre de Vassincourt                                                 | Vassincourt                  |         | 48° 48′ 14″ nord, 5° 01′ 39″ est | « PA00106646 » | Classé MH                                              | 1990        | Église Saint-Pierre de Vassincourt                                                 |
| Église Saint-Pierre-et-Saint-Paul de Vaubecourt                                    | Vaubecourt                   |         | 48° 56′ 06″ nord, 5° 06′ 40″ est |                |                                                        |             | Église Saint-Pierre-et-Saint-Paul de Vaubecourt                                    |
| Église Saint-Laurent de Vaucouleurs                                                | Vaucouleurs                  |         | 48° 36′ 09″ nord, 5° 39′ 56″ est | « PA00106649 » | Classé MH                                              | 1990        | Église Saint-Laurent de Vaucouleurs                                                |
| Église Saint-Pierre de Vaudeville-le-Haut                                          | Vaudeville-le-Haut           |         | 48° 26′ 58″ nord, 5° 36′ 06″ est | « IA00036259 » |                                                        |             | Église Saint-Pierre de Vaudeville-le-Haut                                          |
| Église Saint-Nicolas de Vaudoncourt                                                | Vaudoncourt                  |         | 49° 19′ 03″ nord, 5° 38′ 54″ est |                |                                                        |             | Église Saint-Nicolas de Vaudoncourt                                                |
| Église de l'Immaculée-Conception de Vauquois                                       | Vauquois                     |         | 49° 12′ 13″ nord, 5° 04′ 20″ est |                |                                                        |             | Église de l'Immaculée-Conception de Vauquois                                       |
| Église Saint-Saintin de Vaux-lès-Palameix                                          | Vaux-lès-Palameix            |         | 49° 01′ 06″ nord, 5° 32′ 19″ est |                |                                                        |             | Église Saint-Saintin de Vaux-lès-Palameix                                          |
| Église Saint-Martin de Vavincourt                                                  | Vavincourt                   |         | 48° 49′ 28″ nord, 5° 12′ 33″ est |                |                                                        |             | Image manquante Téléverser                                                         |
| Église Saint-Rémi de Velaines                                                      | Velaines                     |         | 48° 42′ 09″ nord, 5° 18′ 00″ est |                |                                                        |             | Église Saint-Rémi de Velaines                                                      |
| Église de la Nativité-de-la-Bienheureuse-Vierge-Marie de Velosnes                  | Velosnes                     |         | 49° 30′ 23″ nord, 5° 27′ 23″ est | « IA00065316 » |                                                        |             | Église de la Nativité-de-la-Bienheureuse-Vierge-Marie de Velosnes                  |
| Cathédrale Notre-Dame de Verdun                                                    | Verdun                       |         | 49° 09′ 34″ nord, 5° 22′ 56″ est | « PA00106656 » | Classé MH                                              | 1906        | Cathédrale Notre-Dame de Verdun                                                    |
| Église Saint-Amant de Verdun                                                       | Verdun                       |         | 49° 09′ 38″ nord, 5° 21′ 50″ est |                |                                                        |             | Église Saint-Amant de Verdun                                                       |
| Église Saint-Charles de Verdun                                                     | Verdun                       |         | 49° 08′ 52″ nord, 5° 20′ 38″ est |                |                                                        |             | Église Saint-Charles de Verdun                                                     |
| Église Sainte-Jeanne-d'Arc de Verdun                                               | Verdun                       |         | 49° 09′ 40″ nord, 5° 22′ 20″ est |                |                                                        |             | Image manquante Téléverser                                                         |
| Église Saint-Jean-Baptiste de Verdun                                               | Verdun                       |         | 49° 09′ 32″ nord, 5° 23′ 02″ est |                |                                                        |             | Église Saint-Jean-Baptiste de Verdun                                               |
| Église Saint-Sauveur de Verdun                                                     | Verdun                       |         | 49° 09′ 28″ nord, 5° 23′ 07″ est |                |                                                        |             | Église Saint-Sauveur de Verdun                                                     |
| Abbaye Saint-Vanne de Verdun                                                       | Verdun                       |         | 49° 09′ 33″ nord, 5° 22′ 24″ est |                |                                                        |             | Abbaye Saint-Vanne de Verdun                                                       |
| Église Saint-Amand de Verdun                                                       | Verdun                       |         | 49° 09′ 28″ nord, 5° 22′ 46″ est |                |                                                        |             | Église Saint-Amand de Verdun                                                       |
| Église Saint-Victor de Verdun                                                      | Verdun                       |         | 49° 09′ 14″ nord, 5° 23′ 32″ est | « IA55000256 » |                                                        |             | Église Saint-Victor de Verdun                                                      |
| Église Saint-Médard de Verneuil-Grand                                              | Verneuil-Grand               |         | 49° 31′ 34″ nord, 5° 25′ 04″ est | « IA00065305 » |                                                        |             | Image manquante Téléverser                                                         |
| Église Saint-Martin de Verneuil-Petit                                              | Verneuil-Petit               |         | 49° 32′ 33″ nord, 5° 24′ 53″ est | « IA00065297 » |                                                        |             | Image manquante Téléverser                                                         |
| Église Saint-Pierre de Vigneul-sous-Montmédy                                       | Vigneul-sous-Montmédy        |         | 49° 30′ 32″ nord, 5° 19′ 58″ est | « IA00065289 » |                                                        |             | Église Saint-Pierre de Vigneul-sous-Montmédy                                       |
| Collégiale Saint-Maur d'Hattonchâtel                                               | Vigneulles-lès-Hattonchâtel  |         | 48° 59′ 31″ nord, 5° 42′ 14″ est | « PA00106673 » | Classé MH                                              | 1908        | Collégiale Saint-Maur d'Hattonchâtel                                               |
| Église Saint-Pierre et Saint-Paul de Creuë                                         | Vigneulles-lès-Hattonchâtel  |         | 48° 57′ 55″ nord, 5° 40′ 04″ est | « PA00132648 » | Inscrit MH                                             | 1994        | Église Saint-Pierre et Saint-Paul de Creuë                                         |
| Église Saint-Benoît de Saint-Benoît-en-Woëvre                                      | Vigneulles-lès-Hattonchâtel  |         | 48° 59′ 11″ nord, 5° 47′ 01″ est |                |                                                        |             | Église Saint-Benoît de Saint-Benoît-en-Woëvre                                      |
| Église Saint-Hubert de Billy-sous-les-Côtes                                        | Vigneulles-lès-Hattonchâtel  |         | 49° 00′ 40″ nord, 5° 41′ 25″ est |                |                                                        |             | Église Saint-Hubert de Billy-sous-les-Côtes                                        |
| Église de l'Assomption de Viéville-sous-les-Côtes                                  | Vigneulles-lès-Hattonchâtel  |         | 49° 00′ 12″ nord, 5° 41′ 25″ est |                |                                                        |             | Église de l'Assomption de Viéville-sous-les-Côtes                                  |
| Église Saint-Remi de Vigneulles-lès-Hattonchâtel                                   | Vigneulles-lès-Hattonchâtel  |         | 48° 58′ 49″ nord, 5° 42′ 16″ est |                |                                                        |             | Église Saint-Remi de Vigneulles-lès-Hattonchâtel                                   |
| Église Saint-Sébastien de Hattonville                                              | Vigneulles-lès-Hattonchâtel  |         | 48° 59′ 32″ nord, 5° 42′ 52″ est |                |                                                        |             | Église Saint-Sébastien de Hattonville                                              |
| Église Saint-Remi de Vignot                                                        | Vignot                       |         | 48° 46′ 24″ nord, 5° 36′ 27″ est |                |                                                        |             | Église Saint-Remi de Vignot                                                        |
| Église Saint-Georges de Ville-devant-Belrain                                       | Ville-devant-Belrain         |         | 48° 52′ 12″ nord, 5° 20′ 13″ est |                |                                                        |             | Image manquante Téléverser                                                         |
| Église de la Présentation-de-la-Bienheureuse-Vierge-Marie de Ville-devant-Chaumont | Ville-devant-Chaumont        |         | 49° 17′ 38″ nord, 5° 25′ 38″ est | « IA00049251 » |                                                        |             | Église de la Présentation-de-la-Bienheureuse-Vierge-Marie de Ville-devant-Chaumont |
| Église Saint-Vanne de Ville-en-Woëvre                                              | Ville-en-Woëvre              |         | 49° 07′ 49″ nord, 5° 37′ 38″ est | « IA00036619 » |                                                        |             | Église Saint-Vanne de Ville-en-Woëvre                                              |
| Église Saint-Remi de Ville-sur-Cousances                                           | Ville-sur-Cousances          |         | 49° 04′ 57″ nord, 5° 10′ 32″ est |                |                                                        |             | Église Saint-Remi de Ville-sur-Cousances                                           |
| Église Saints-Pierre-et-Paul de Ville-sur-Saulx                                    | Ville-sur-Saulx              |         | 48° 42′ 39″ nord, 5° 03′ 22″ est |                |                                                        |             | Église Saints-Pierre-et-Paul de Ville-sur-Saulx                                    |
| Église Saint-Èvre de Villeroy-sur-Méholle                                          | Villeroy-sur-Méholle         |         | 48° 36′ 50″ nord, 5° 34′ 29″ est |                |                                                        |             | Église Saint-Èvre de Villeroy-sur-Méholle                                          |
| Église Saint-Louvent de Villers-aux-Vents                                          | Villers-aux-Vents            |         | 48° 51′ 23″ nord, 5° 00′ 50″ est |                |                                                        |             | Église Saint-Louvent de Villers-aux-Vents                                          |
| Église Saint-Martin de Villers-devant-Dun                                          | Villers-devant-Dun           |         | 49° 23′ 42″ nord, 5° 06′ 39″ est |                |                                                        |             | Église Saint-Martin de Villers-devant-Dun                                          |
| Église Sainte-Libaire de Villers-le-Sec                                            | Villers-le-Sec               |         | 48° 37′ 14″ nord, 5° 17′ 47″ est |                |                                                        |             | Image manquante Téléverser                                                         |
| Église Saint-Nicolas de Villers-lès-Mangiennes                                     | Villers-lès-Mangiennes       |         | 49° 22′ 18″ nord, 5° 30′ 22″ est |                |                                                        |             | Église Saint-Nicolas de Villers-lès-Mangiennes                                     |
| Église Saint-Vanne de Villers-sur-Meuse                                            | Villers-sur-Meuse            |         | 49° 01′ 10″ nord, 5° 25′ 00″ est |                |                                                        |             | Église Saint-Vanne de Villers-sur-Meuse                                            |
| Église Saint-Brice de Villotte-devant-Louppy                                       | Villotte-devant-Louppy       |         | 48° 53′ 07″ nord, 5° 04′ 25″ est | « PA00106679 » | Classé MH Chœur, transept et abside                    | 1918        | Église Saint-Brice de Villotte-devant-Louppy                                       |
| Église Saint-Ludmer de Villotte-sur-Aire                                           | Villotte-sur-Aire            |         | 48° 51′ 32″ nord, 5° 20′ 33″ est |                |                                                        |             | Église Saint-Ludmer de Villotte-sur-Aire                                           |
| Église Saint-Maximin de Villécloye                                                 | Villécloye                   |         | 49° 30′ 48″ nord, 5° 23′ 46″ est | « IA00065277 » |                                                        |             | Image manquante Téléverser                                                         |
| Église Saint-Barthélemy de Vilosnes                                                | Vilosnes-Haraumont           |         | 49° 19′ 48″ nord, 5° 14′ 00″ est |                |                                                        |             | Église Saint-Barthélemy de Vilosnes                                                |
| Église Saint-Firmin d'Haraumont                                                    | Vilosnes-Haraumont           |         | 49° 20′ 47″ nord, 5° 16′ 19″ est |                |                                                        |             | Église Saint-Firmin d'Haraumont                                                    |
| Église Saint-Pierre de Vittarville                                                 | Vittarville                  |         | 49° 23′ 43″ nord, 5° 24′ 46″ est |                |                                                        |             | Église Saint-Pierre de Vittarville                                                 |
| Église de l'Assomption de Void                                                     | Void-Vacon                   |         | 48° 41′ 09″ nord, 5° 37′ 08″ est |                |                                                        |             | Image manquante Téléverser                                                         |
| Église Saint-Nicolas de Vacon                                                      | Void-Vacon                   |         | 48° 40′ 04″ nord, 5° 35′ 59″ est |                |                                                        |             | Église Saint-Nicolas de Vacon                                                      |
| Église Saint-Étienne de Vouthon-Bas                                                | Vouthon-Bas                  |         | 48° 29′ 02″ nord, 5° 36′ 27″ est | « IA00036266 » |                                                        |             | Église Saint-Étienne de Vouthon-Bas                                                |
| Église Saint-Sigisme de Vouthon-Haut                                               | Vouthon-Haut                 |         | 48° 28′ 35″ nord, 5° 37′ 02″ est |                |                                                        |             | Église Saint-Sigisme de Vouthon-Haut                                               |
| Église Saint-Nicolas de Véry                                                       | Véry                         |         | 49° 14′ 57″ nord, 5° 04′ 04″ est |                |                                                        |             | Image manquante Téléverser                                                         |
| Église Sainte-Catherine de Waly                                                    | Waly                         |         | 49° 01′ 12″ nord, 5° 06′ 25″ est |                |                                                        |             | Église Sainte-Catherine de Waly                                                    |
| Église Saint-Firmin de Warcq                                                       | Warcq                        |         | 49° 11′ 29″ nord, 5° 39′ 10″ est | « PA00106681 » | Classé MH                                              | 1921        | Église Saint-Firmin de Warcq                                                       |
| Église de l'Assomption de Watronville                                              | Watronville                  |         | 49° 08′ 16″ nord, 5° 32′ 33″ est | « IA00036627 » |                                                        |             | Église de l'Assomption de Watronville                                              |
| Église Saint-Hilaire de Wavrille                                                   | Wavrille                     |         | 49° 19′ 41″ nord, 5° 23′ 19″ est |                |                                                        |             | Église Saint-Hilaire de Wavrille                                                   |
| Église Saint-Basle de Willeroncourt                                                | Willeroncourt                |         | 48° 43′ 00″ nord, 5° 21′ 56″ est |                |                                                        |             | Image manquante Téléverser                                                         |
| Église Saint-Rémi de Wiseppe                                                       | Wiseppe                      |         | 49° 27′ 24″ nord, 5° 10′ 32″ est |                |                                                        |             | Église Saint-Rémi de Wiseppe                                                       |
| Église Saint-Remi de Woimbey                                                       | Woimbey                      |         | 48° 58′ 36″ nord, 5° 28′ 03″ est |                |                                                        |             | Église Saint-Remi de Woimbey                                                       |
| Église Saint-Gorgon de Woël                                                        | Woël                         |         | 49° 02′ 31″ nord, 5° 43′ 56″ est | « PA00106682 » | Classé MH                                              | 1914        | Église Saint-Gorgon de Woël                                                        |
| Église Saint-Remi de Xivray-et-Marvoisin                                           | Xivray-et-Marvoisin          |         | 48° 51′ 53″ nord, 5° 44′ 36″ est |                |                                                        |             | Église Saint-Remi de Xivray-et-Marvoisin                                           |
| Église Saint-Évence d'Èvres                                                        | Èvres                        |         | 48° 58′ 59″ nord, 5° 07′ 30″ est | « PA00106534 » | Classé MH                                              | 1941        | Église Saint-Évence d'Èvres                                                        |
| Église Saint-Michel d'Écouviez                                                     | Écouviez                     |         | 49° 31′ 38″ nord, 5° 27′ 20″ est | « IA00065100 » |                                                        |             | Église Saint-Michel d'Écouviez                                                     |
| Église de l'Assomption d'Écurey-en-Verdunois                                       | Écurey-en-Verdunois          |         | 49° 21′ 53″ nord, 5° 20′ 57″ est | « IA00049152 » |                                                        |             | Église de l'Assomption d'Écurey-en-Verdunois                                       |
| Église de la Conversion-de-Saint-Paul d'Épiez-sur-Meuse                            | Épiez-sur-Meuse              |         | 48° 32′ 42″ nord, 5° 38′ 21″ est | « IA00121021 » |                                                        |             | Église de la Conversion-de-Saint-Paul d'Épiez-sur-Meuse                            |
| Église Saint-Baldéric d'Épinonville                                                | Épinonville                  |         | 49° 16′ 35″ nord, 5° 04′ 49″ est |                |                                                        |             | Église Saint-Baldéric d'Épinonville                                                |
| Église Saint-Nicolas d'Ivoiry                                                      | Épinonville                  |         | 49° 16′ 32″ nord, 5° 05′ 50″ est |                |                                                        |             | Église Saint-Nicolas d'Ivoiry                                                      |
| Église Saint-Didier d'Érize-Saint-Dizier                                           | Érize-Saint-Dizier           |         | 48° 48′ 46″ nord, 5° 17′ 04″ est |                |                                                        |             | Église Saint-Didier d'Érize-Saint-Dizier                                           |
| Église Saint-Mansuy d'Érize-la-Brûlée                                              | Érize-la-Brûlée              |         | 48° 50′ 55″ nord, 5° 16′ 48″ est |                |                                                        |             | Église Saint-Mansuy d'Érize-la-Brûlée                                              |
| Église Saint-Martin d'Étain                                                        | Étain                        |         | 49° 12′ 49″ nord, 5° 38′ 02″ est | « PA00106532 » | Classé MH                                              | 1846        | Église Saint-Martin d'Étain                                                        |
| Église Saint-Jean-Baptiste d'Éton                                                  | Éton                         |         | 49° 16′ 30″ nord, 5° 40′ 48″ est |                |                                                        |             | Église Saint-Jean-Baptiste d'Éton                                                  |
| Église Saint-Jean-Baptiste d'Étraye                                                | Étraye                       |         | 49° 19′ 59″ nord, 5° 22′ 19″ est |                |                                                        |             | Église Saint-Jean-Baptiste d'Étraye                                                |

### Culteprotestant
| Église                          | Commune    | Adresse | Coordonnées                      | Notice | Protection | Date | Illustration                    |
| ------------------------------- | ---------- | ------- | -------------------------------- | ------ | ---------- | ---- | ------------------------------- |
| Temple protestant de Bar-le-Duc | Bar-le-Duc |         | 48° 46′ 28″ nord, 5° 09′ 39″ est |        |            |      | Temple protestant de Bar-le-Duc |
| Temple protestant de Verdun     | Verdun     |         | 49° 09′ 28″ nord, 5° 23′ 04″ est |        |            |      | Temple protestant de Verdun     |